# Alexanderplatz
 (février 2022).
Si vous disposez d'ouvrages ou d'articles de référence ou si vous connaissez des sites web de qualité traitant du thème abordé ici, merci de compléter l'article en donnant les références utiles à sa vérifiabilité et en les liant à la section « Notes et références ».
L'Alexanderplatz [ʔalɛkˈsandɐˌplat͡s]  est une place de Berlin. Située dans le quartier Mitte (Centre), dans la partie est de la ville, l'Alex, comme la surnomment les Berlinois, est un des principaux centres d'activité de Berlin. La place est fréquentée quotidiennement par plus de 360 000 personnes. Elle tient son nom de la visite à Berlin de l'empereur russe Alexandre Ier en 1805.
Cette modeste place de marché située aux portes de Berlin à la fin du XVIIe siècle, devient au début du XXe siècle un énorme centre de correspondance combinant métro, train et tramway au cœur d'une des plus grandes métropoles européennes. Elle attire des grands magasins qui en font un lieu animé sinon prestigieux. Le trafic généré nécessite une première restructuration de la place, endommagée lors de la Seconde Guerre mondiale. Cependant, la partition de l'Allemagne en fait la vitrine de l'architecture socialiste de l'époque et le centre de Berlin-Est : la place se couvre d'immeubles monumentaux ; plus tard, c'est sur l'Alexanderplatz que se tient le plus grand rassemblement qui précède la chute du mur de Berlin. Après la réunification allemande, des plans sont mis au point pour composer avec une architecture qui a mal vieilli. Le projet, sans doute trop ambitieux dès le départ, se heurte de plus dans les années 2000 aux problèmes budgétaires du pays ainsi qu'au ralentissement de l'activité économique à Berlin.

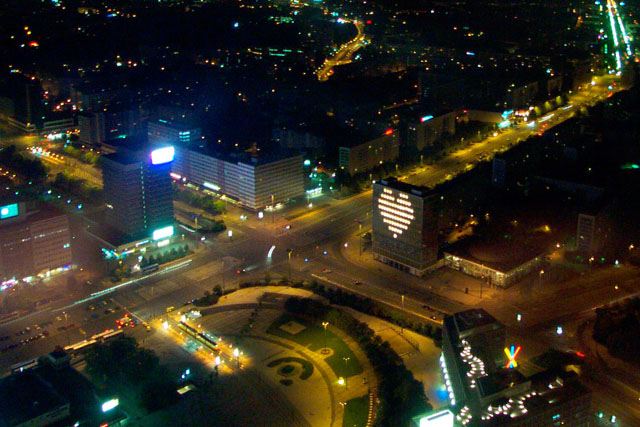
L'Alexanderplatz de nuit (vue aérienne, 2001).

## Une place au cœur de Berlin
(février 2022).

### Situation géographique

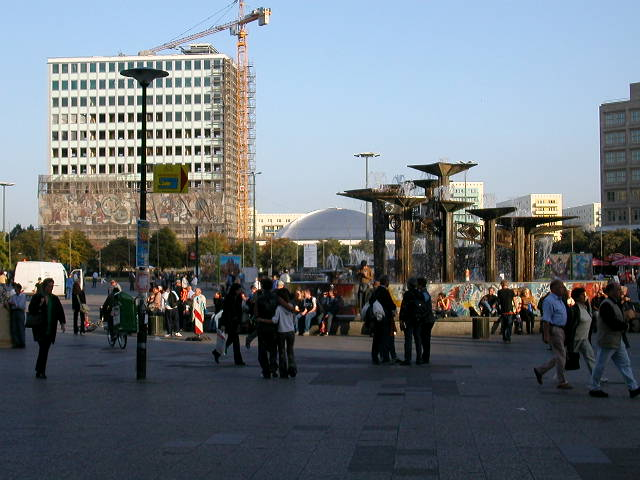
Passants sur l'Alexanderplatz (automne 2003).

L'Alexanderplatz (« l'Alex » comme l'appellent les Berlinois) est un des carrefours les plus fréquentés de Berlin, traversé chaque jour par des centaines de milliers de personnes en surface et sous terre. Sa situation géographique en fait également un lien entre plusieurs quartiers de la ville aux caractères très différents : à l'ouest elle est relativement proche du boulevard prestigieux, emblématique et historique d'Unter den Linden, tandis qu'à l'est elle est peu éloignée de la Karl-Marx Allee (ancienne Stalinallee et ses « Arbeiterpaläste » [palais ouvriers]). Au nord-ouest se trouve le faubourg de Spandau et l'ancien quartier de Scheunen, qui étaient avant-guerre des « quartiers de pauvres gens » (Arme-Leute-Gegenden), devenus aujourd'hui des lieux réputés fréquentés par les touristes et les artistes. Au nord-est se trouve à un jet de pierre le quartier très peuplé du Prenzlauer Berg, dont l'existence remonte à la fondation de Berlin. Tous ces quartiers partagent un lien avec l'Alexanderplatz, interagissent avec elle.

### Populations
L'emplacement de l'Alexanderplatz fait se croiser des groupes sociaux très différents. Sous la République démocratique allemande les « verdiente Werktätige » (ouvriers méritants) fréquentaient les cafés et bars de la place. Aujourd'hui s'y croisent des habitants des tours toutes proches, des étudiants et des artistes à la mode de Scheunen, et de jeunes familles de Prenzlauer Berg, mais également des sans-abris et des punks qui se retrouvent à la Fontaine de l'amitié des peuples. Tous les vendredis soir, des centaines d'adolescents venant des quartiers périphériques est de la ville s’y fixent rendez-vous. On y trouve aussi des représentants du mouvement gothique.
La nuit, des jeunes se retrouvent à la Haus des Reisens avant de se rendre dans les discothèques qui s'y sont, au moins provisoirement, installées. Juste sous les voies du S-Bahn se trouve le Besenkammer (placard à balais), une minuscule taverne d'homosexuels très populaire, ouverte 24 heures sur 24. De jour, on trouve sur l'Alex des employés de la Landesbank, des touristes du Park-Inn-Hotel, des musiciens de rue, des camelots, des stands d'information de groupuscules politiques ou religieux ainsi que de très nombreux Imbiss (snacks), dont le plus visible est le Grillwalker, un vendeur de saucisses ambulant bien installé sous son auvent, qui vend de la saucisse en provenance directe de son magasin.
Bien que chaque jour des milliers de personnes fréquentent la place, l'Alexanderplatz n'incite pas la plupart des gens à s'y attarder. La gigantesque esplanade entourée par des immeubles est traversée par les courants d'air, et l'atmosphère est agitée, bruyante. L'Alex n'est donc que rarement un endroit où l'on va volontairement, mais joue plutôt le rôle d'une place de transbordement.
La place n'a pas cessé de changer de ses origines jusqu'à nos jours. À ses débuts en périphérie, elle devient place au cœur de la capitale européenne et mondiale Berlin. Située à l'est du mur de Berlin, elle est marquée par l'architecture socialiste allemande inspirée de celle de l'URSS. De même que la population la fréquentant, du fait des différentes influences, elle offre un visage sans harmonie, et même sans unité. Les contrastes sociaux, culturels et esthétiques sont frappants. À plus d'un égard, elle illustre en concentré l'évolution de l'ensemble de la ville. Début 2006, plusieurs grands chantiers étaient en cours sur la place : agrandissement du Kaufhof de l'Alexanderplatz, remise en état de la Berolinahaus et refonte de la station de métro. La place offrait alors sans aucun doute un tableau chaotique au visiteur, mais même dans ces circonstances elle remplissait ses fonctions de carrefour, de centre d'activité et de lieu de rencontre apprécié.
Aussi les avis sur l'Alex sont partagés : si pour les ostalgiques, les nostalgiques de l'ancienne République démocratique allemande, il s'agit d'une relique de l'architecture socialiste qui doit être respectée et protégée, d'autres y voient une erreur d'urbanisme qu'il faut corriger au plus vite. Si nombre de personnes apprécient sa personnalité à multiples facettes, traversée par de nombreuses ruptures, et qui exige des visiteurs beaucoup de tolérance, les hommes politiques et les investisseurs souhaitent la transformer en un paradis commercial et un quartier d'affaires harmonieux.

## Transports

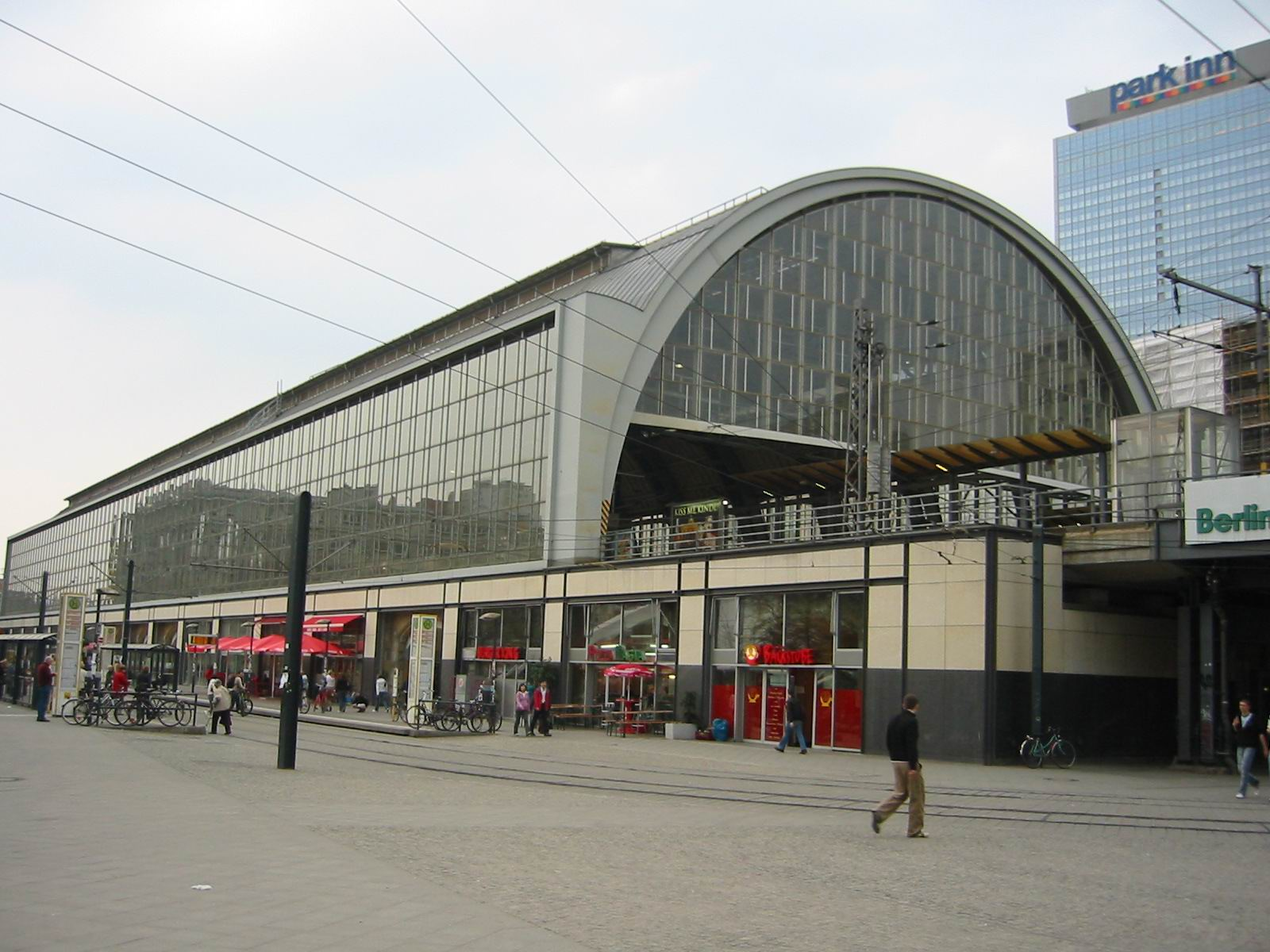
La gare vue de l’extérieur avec l'arrêt de tramway.

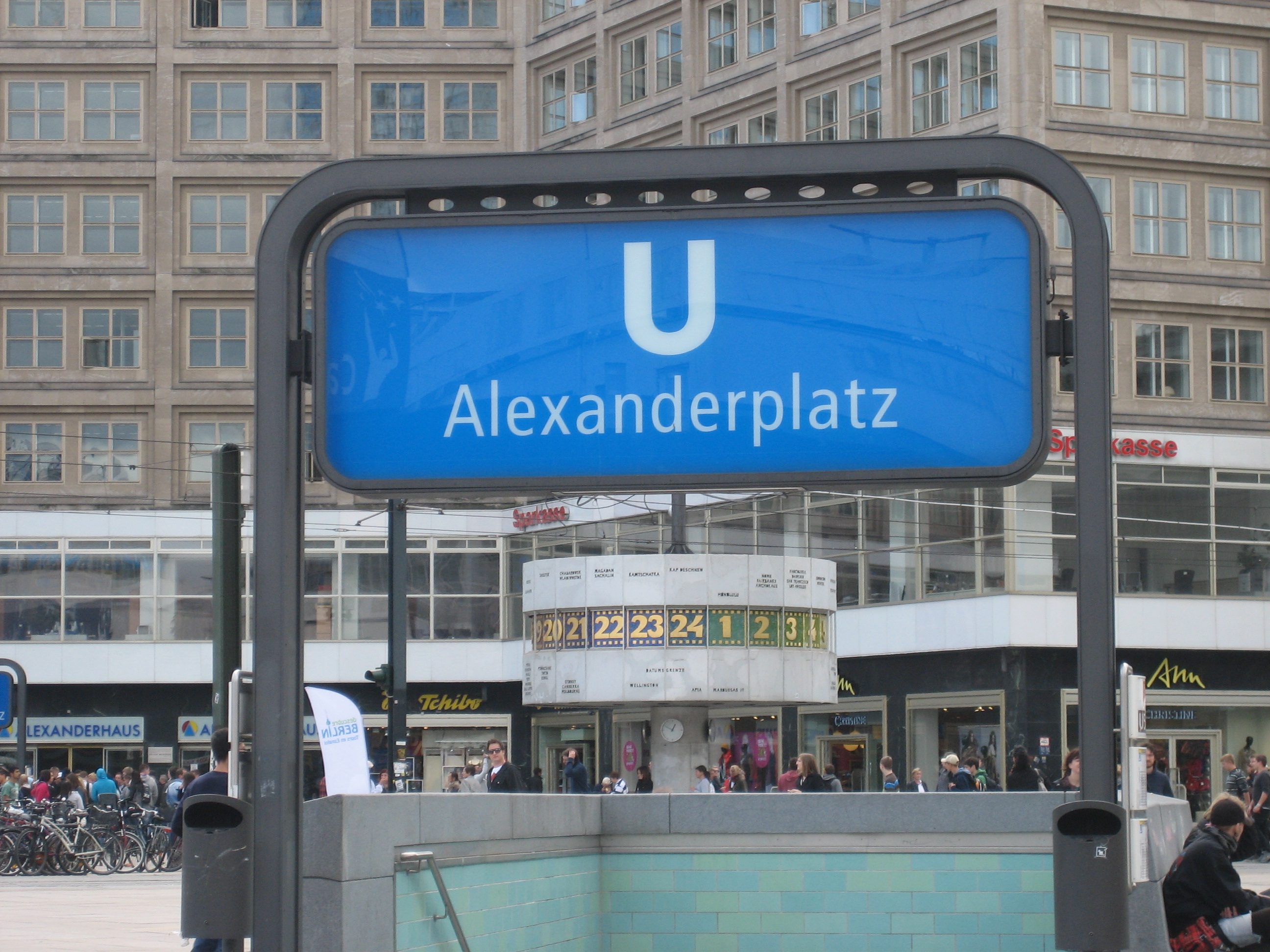
La gare de U-Bahn à Alexanderplatz.

Située au confluent de grandes avenues, croisement des routes fédérales 1, 2 et 5, l'Alexanderplatz est depuis toujours un important centre de correspondance.
La gare Berlin Alexanderplatz est la gare des trains régionaux et express, des lignes de S-Bahn S5, S7, S75 et S9 et des lignes de métro U2, U5 et U8. La société des transports berlinois, la BVG, la considère comme le plus important centre de transport en commun de son réseau : plus de 120 000 personnes y prennent un train ou une correspondance. La gare est un des arrêts du Stadtbahn de Berlin, l'axe ferroviaire urbain central qui traverse d'est en ouest la ville.
L'Alexanderplatz est également desservie par les lignes de tramway M2, M4, M5 et M6, les bus 100, 148, et 200 et le service de nuit N92.

### Gare ferroviaire

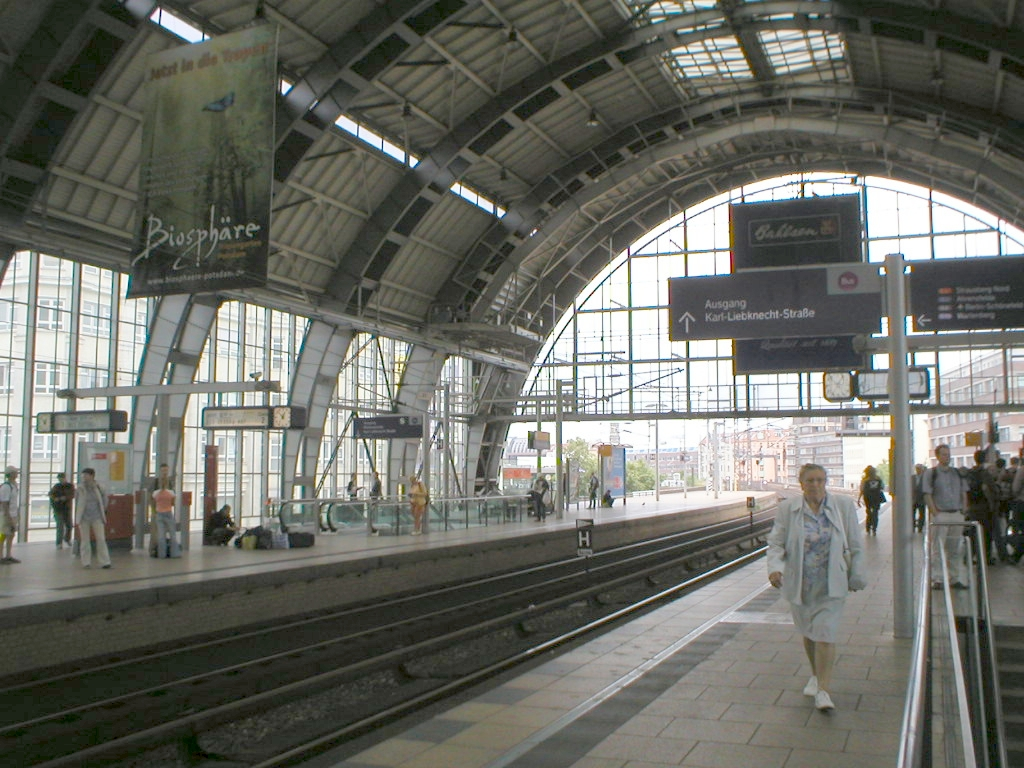
La gare Alexanderplatz vue de l’intérieur (à gauche le quai des trains régionaux, à droite les S-Bahn).

En 1881 commence la construction de la gare en même temps que celle du Stadtbahn, l'axe ferroviaire central de Berlin, sur les plans de Johann Eduard Jacobstahl. Elle est ouverte au trafic ferroviaire urbain et de banlieue le 7 février 1882. Le 15 mai de la même année suit l'ouverture du quai des grandes lignes. Le S-Bahn ne peut faire son entrée dans cette construction car, sur ordre de la Deutsche Reichsbahn, la gare est d’abord aménagée entre 1923 et 1926 selon les plans de Friedrich Hülsenkampf pour la rendre plus lumineuse. De 1929 à 1932, la transformation de la gare a lieu en même temps que le réaménagement de la place. Un accès presque direct aux trois lignes de métro devient possible, répondant à un besoin devenu pressant.
Pendant la Seconde Guerre mondiale, la gare subit des dommages sévères, au point où la gare devient inutilisable. Dès fin 1945, la reconstruction de Berlin et donc de la gare de l'Alexanderplatz commence ; elle dure jusqu'en 1951. Un nouveau réaménagement est entrepris en 1962, les travaux s'achevèrent en 1964. En raison de leur cadence élevée, jusqu'à 90 secondes, seules quelques catégories de trains du Stadtbahn y ont alors leur terminus.
Après la réunification, un réaménagement de la gare et des lignes de la Stadtbahn est de nouveau planifié. Les quais sont reconstruits et une gare complètement rénovée est rouverte à l'exploitation le 12 mars 1998. Depuis, les trains régionaux et Express s'arrêtent au deuxième quai du milieu, l'Intercity et le train ICE y passent. D'autre part, beaucoup de magasins, comme un centre de vente S-Bahn et une agence de la DB y ont emménagé.

### Station de métro Alexanderplatz
La station de métro Alexanderplatz est une des plus grandes stations du métro berlinois. Les lignes U2, U5 et U8 s'y croisent. La station est construite en forme de H : la ligne U2 passe à l'Est à l’est, la U8 à l’Ouest, et la U5 perpendiculairement. Les quais des lignes U2 et U8 sont reliés avec la ligne U5 par une galerie marchande aérienne.

## Histoire
L'histoire de l'Alexanderplatz débute au Moyen Âge. C'est une place de marché située aux portes de Berlin à la fin du XVIIe siècle, qui s'urbanise progressivement jusqu'à devenir un carrefour très important de Berlin au début du XXe siècle.

### Genèse (jusqu'en 1800)

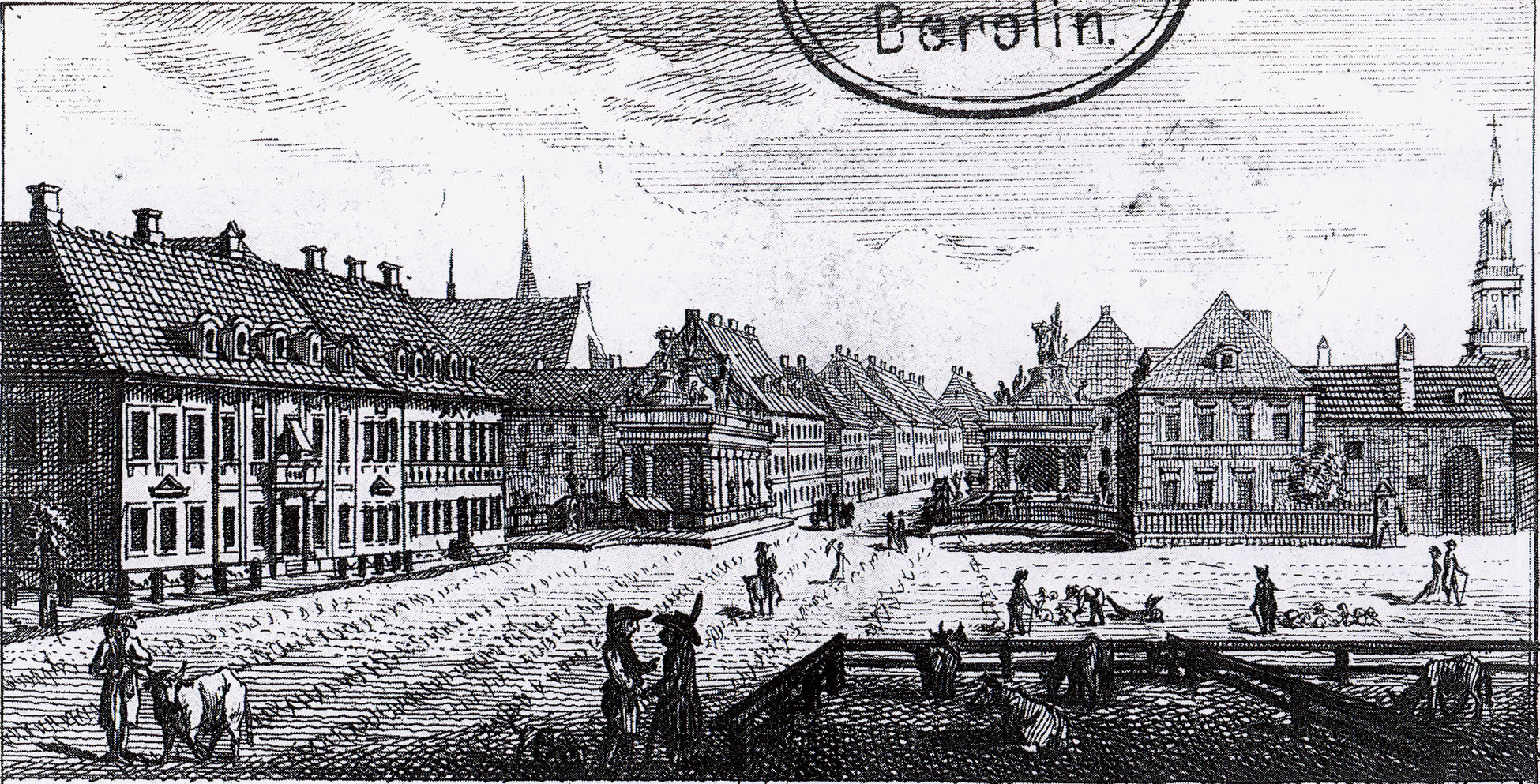
L'Alexanderplatz en 1796.
Au centre, le Königsbrücke, avec les Colonnades.

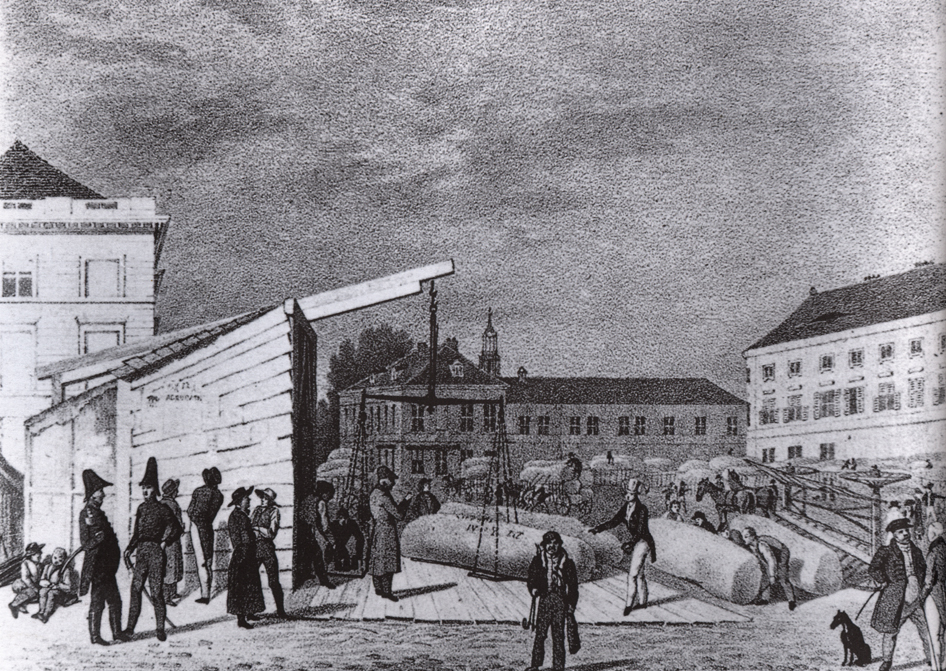
Foire aux laines sur l'Alexanderplatz vers 1830.

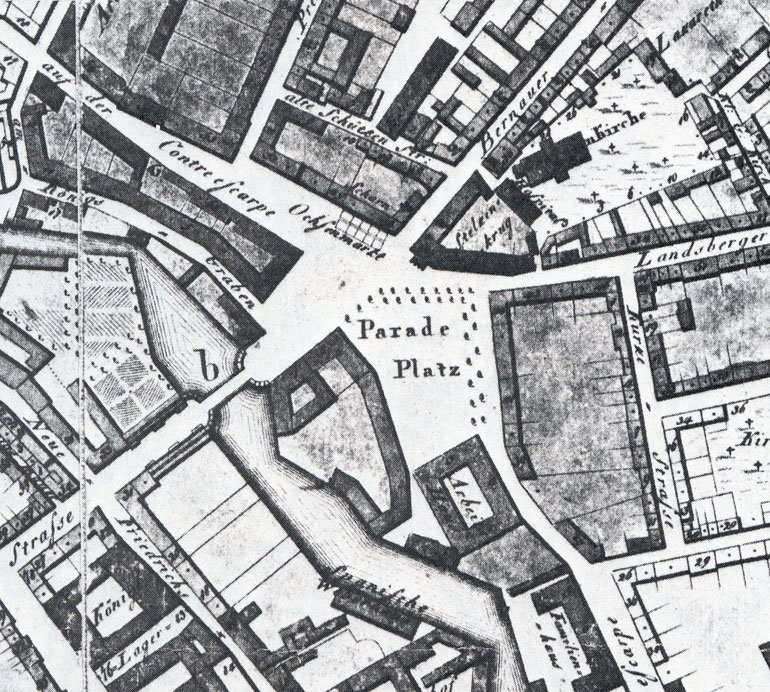
Plan de l'Alexanderplatz en 1804 - la forme générale fut conservée jusqu'au remaniement des années 1920.

#### La Georgentor: aux portes de la ville
Au XIIe siècle s'élevait, non loin de la place actuelle, l'hôpital Heiliger Georg (Saint Georges) qui donna son nom à la Georgentor (Porte Georges) du mur d'enceinte de Berlin, d'abord appelée Oderberger Tor, où arrivaient les plus importantes routes venant du nord et du nord-est, entre autres celles de Oderberg, Prenzlau et Bernau, mais aussi celles reliant Berlin et les grandes villes hanséatiques le long de la Baltique. La Georgentor était au XVIe siècle la principale porte de Berlin, la plupart des marchandises entraient dans la ville par là. Après la guerre de Trente Ans le mur d'enceinte fut détruit. De 1658 à 1683 de nouvelles fortifications furent construites. Pendant son édification, d'autres portes furent supprimées, comme la Stralauer Tor au sud-est. De ce fait, la Georgentor gagna encore en importance : une petite place se créa à l'extérieur devant la porte où se tint en 1681 un marché aux bestiaux, faute d'espace à l'intérieur de la ville. On l'appelait à cette époque Ochsenmarkt (le marché aux bœufs). Un marché hebdomadaire se tint dès lors à l'endroit de ce qui allait devenir l'Alexanderplatz.

#### Le Georgenvorstadt: le faubourg se développe
Autour de cette place, un faubourg se développa lentement à la fin du XVIIe siècle : le Georgenvorstadt (faubourg Georges). Malgré une interdiction de construire édictée en 1691, il continua à croître, si bien que vers 1700, ce quartier comportait plus de 600 maisons. D'ailleurs, alors que les faubourgs situés au sud-ouest de Berlin (Friedrichstadt, Dorotheenstadt) étaient créés de manière planifiée et selon un plan géométrique, les faubourgs du nord-ouest (les faubourgs Spandau et Stralau à côté du faubourg Georges) se développaient de manière anarchique.

#### Le Königvorstadt: urbanisation officielle
Après l'entrée du roi de Prusse Frédéric Ier à Berlin par la porte Georges à la suite de son couronnement à Königsberg le 6 mai 1701, la porte fut rebaptisée Königstor (porte royale). De même le quartier de Georgenvorstadt devint Königsvorstadt (parfois raccourci en Königsstadt). La construction du mur d'octroi en 1734 réunit les faubourgs à la vieille ville qu'ils encerclaient : la vieille porte perdit de son importance et fut finalement démolie en 1746. À la fin du XVIIIe siècle, les fondations de la Königvorstadt (faubourg du roi) étaient jetées. Constitué de pâtés de maisons irréguliers, le quartier commençait à la porte et s'étalait dans les différentes directions avec des rues rayonnant depuis la place. Le quartier était dominé par de grandes manufactures (soie, laine) et des installations militaires, comme le centre de manœuvres de David Gilly construit en 1799-1800. La partie sud de la place était séparée de la circulation par des arbres et était utilisée comme place de parade, tandis que la moitié nord accueillait les marchés. Au milieu du XVIIIe siècle, la plus importante foire aux laines d'Allemagne se tenait chaque année en juin sur la place.

#### Artistes célèbres
Gotthold Ephraim Lessing vécut entre 1752 et 1755 dans une maison de l'Alexanderplatz. En 1771, un nouveau pont en pierre (Königsbrücke) fut construit à la place de la vieille Königstor, au-dessus des douves de la forteresse. En 1777, furent dressées les Königskolonnaden (colonnades royales), bordées par des boutiques ; elles avaient été dessinées par Carl von Gontard. Entre 1783 et 1784, sept bâtiments de trois étages furent édifiés autour de la place dont la célèbre Gasthof zum Hirschen (Auberge des cerfs), où Heinrich von Kleist vécut ses derniers jours avant son suicide et Karl Friedrich Schinkel habita quelque temps.

### La place gagne en importance (de 1800 à 1900)

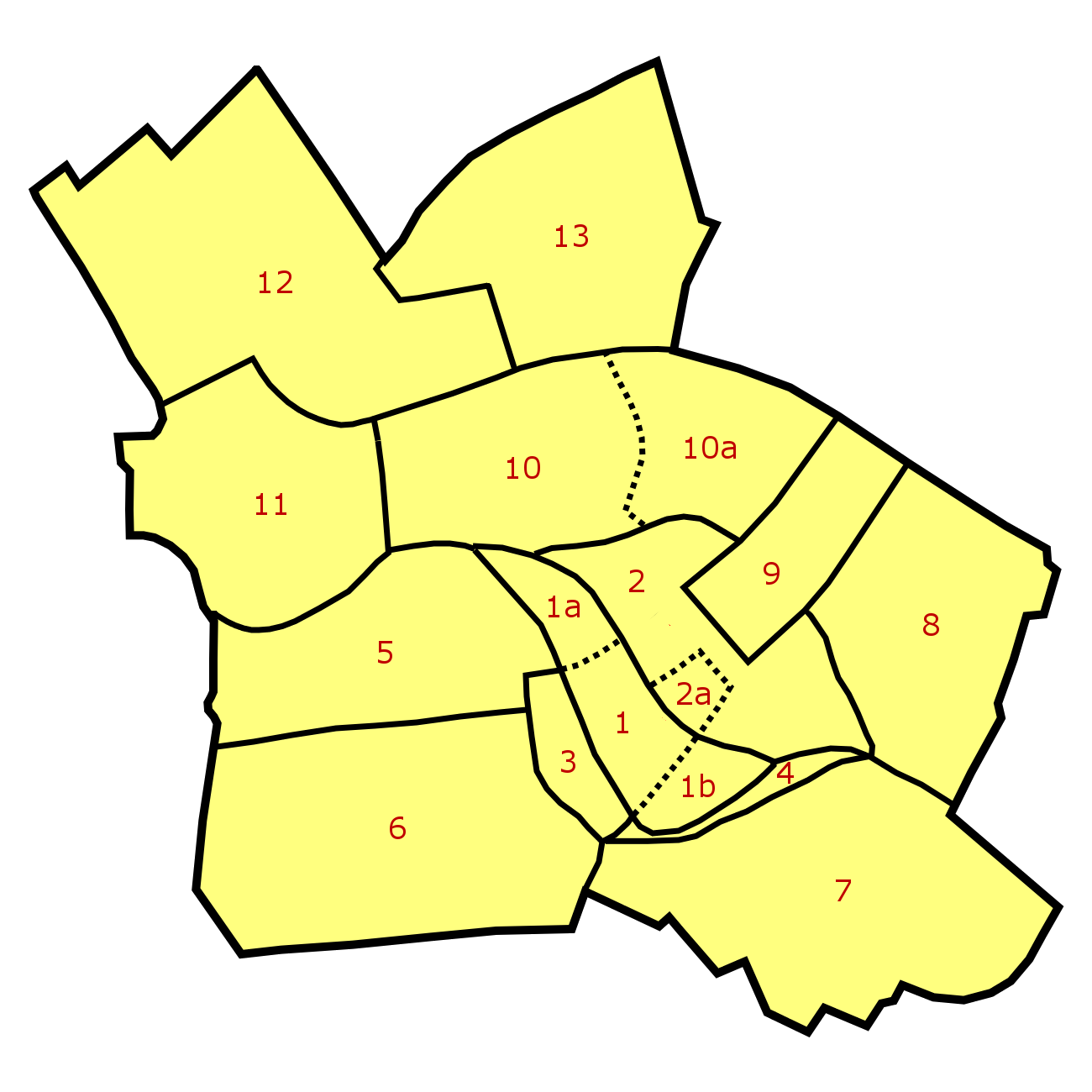
Les 13 quartiers historiques de Berlin-Mitte :
1. Altkölln (Spreeinsel) (avec Museumsinsel [1a], Fischerinsel [1b])
2. Altberlin (avec Nikolaiviertel [2a])
3. Friedrichswerder
4. Neukölln am Wasser
5. Dorotheenstadt
6. Friedrichstadt
7. Luisenstadt
8. Stralauer Vorstadt (avec Königsstadt)
9. Alexanderplatz
10. Spandauer Vorstadt (avec Scheunenviertel [10a])
11. Friedrich-Wilhelm-Stadt
12. Oranienburger Vorstadt
13. Rosenthaler Vorstadt

#### Baptême
L'empereur russe Alexandre Ier fut reçu le 25 octobre 1805 sur la place de parade devant la vieille Königstor. À l'occasion de cet événement, Frédéric-Guillaume III ordonna par décret le 2 novembre de rebaptiser la place « Alexanderplatz ».

#### Révolution de mars
Pendant la « révolution de mars » en 1848, des combats de rues eurent lieu sur l'Alexanderplatz et les révolutionnaires bloquèrent l'accès à la ville en bâtissant des barricades sur la place. Theodor Fontane, qui travaillait tout près dans une pharmacie, participa à la construction de ces barricades ; il décrivit par la suite comment il avait aidé à barricader complètement la Neue Königstrasse (la nouvelle rue royale) avec des matériaux extraits du Königstädter Theater (théâtre de Königstadt) qui fut bientôt complètement démantelé.

#### Expansion de Berlin
Au XIXe siècle, la ville royale continua de grandir : au début du siècle, on construisait sur trois étages, au milieu du siècle sur quatre étages, et à la fin du siècle la plupart des bâtiments comportaient cinq étages. Les grandes usines et les installations militaires cédèrent la place aux habitations et aux commerces. Au sud-ouest on construisit le Koenigstädter Theater de Carl Theodor Ottmer : la pose de la première pierre eut lieu le 31 août 1823, l'inauguration le 4 août 1824, la dernière représentation le 3 juin 1851. Le bâtiment fut successivement utilisé comme magasin aux laines, maison de rapport puis comme auberge (Ashinger) jusqu'à sa démolition en 1932. Au début des années 1870, on enleva les ruines des anciennes fortifications pour construire à la place le tramway berlinois, dont l'inauguration eut lieu en 1882.
La station de tramway Alexanderplatz fut créée. De 1883 à 1884 on construisit le Grand Hôtel, un édifice néorenaissance comportant 185 chambres et au rez-de-chaussée des commerces donnant sur la place. Entre 1886 et 1890 furent construits le siège de la police, un énorme bâtiment en briques dont la tour d'angle Nord dominait les autres constructions. En 1890 s'acheva la construction du Palais de justice.
En 1886 on érigea à l'ouest du tramway une halle centrale, qui entraîna l'interdiction en 1896 du marché hebdomadaire qui se tenait sur l'Alexanderplatz. Les espaces libérés furent utilisés de manière fonctionnelle : à la fin du XIXe siècle, tandis que les transports individuels et les lignes d'omnibus émergents dominaient la partie nord de la place, la partie sud (l'ancienne place de parade) restait un lieu plus calme ; le directeur du jardin Hermann Mächtig y fit des plantations d'arbres en 1889. Au nord-ouest de la place on installa en 1895 la statue Berolina de 7,5 mètres de haut d'Emil Hundrieser sur un deuxième espace vert plus petit.

### Apogée et restructuration (de 1900 à 1940)

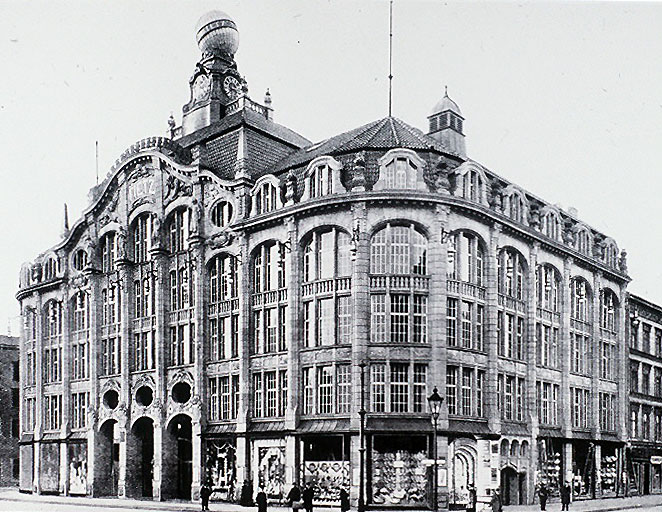
Maison marchande Tietz en 1911.

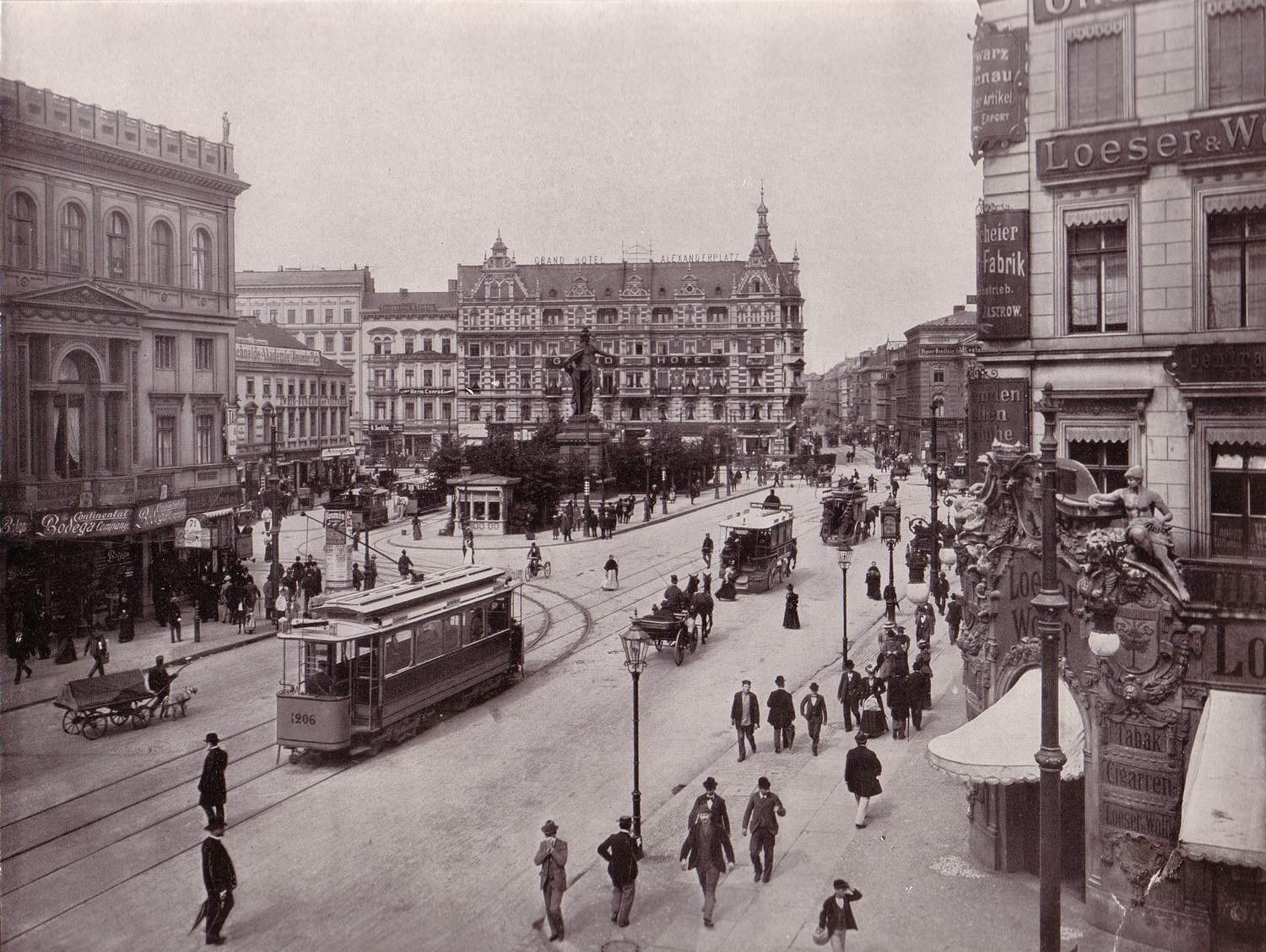
L'Alexanderplatz en 1903.

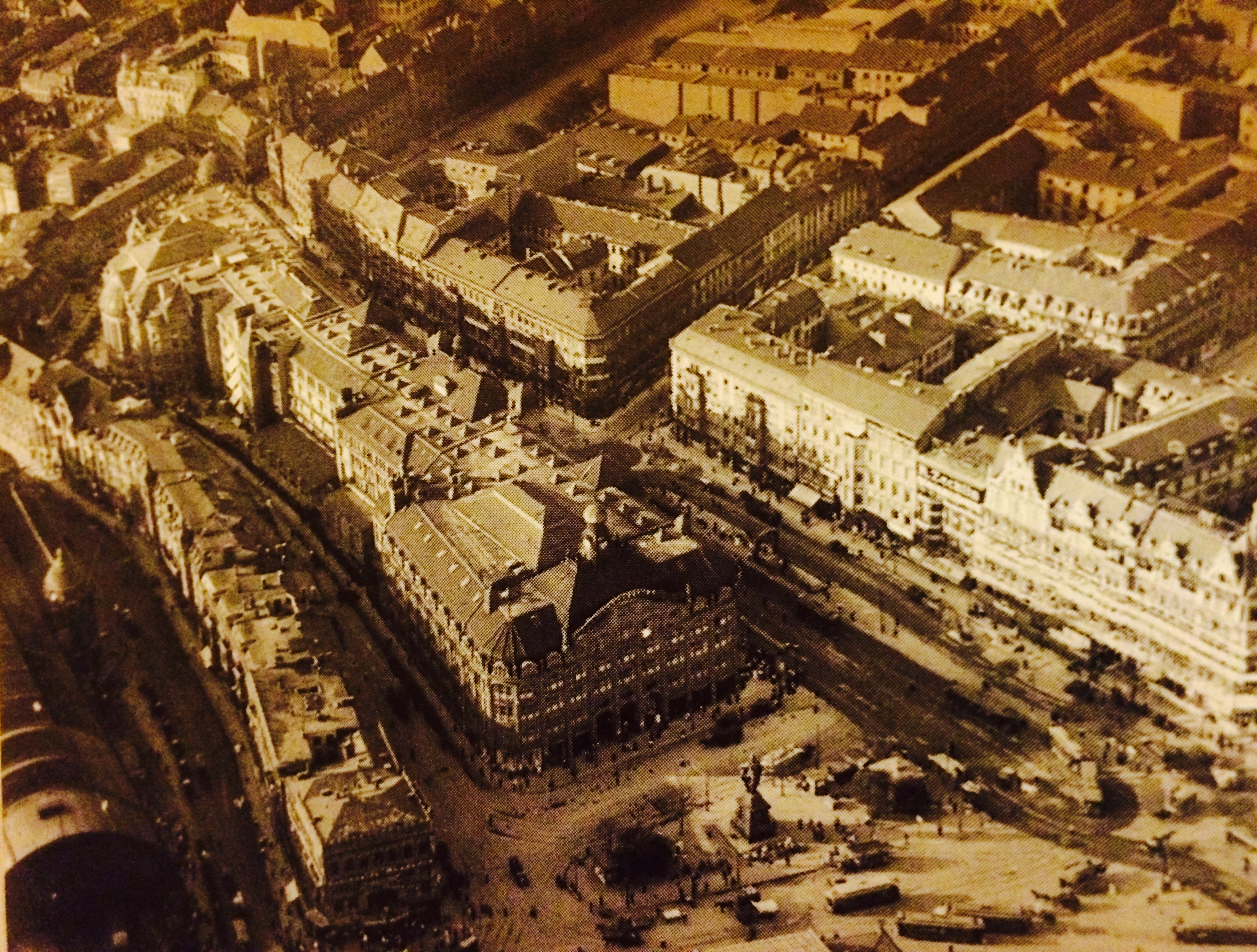
L'Alexanderplatz en 1912.

#### Un lieu de commerce florissant
L'Alexanderplatz connut son apogée au début du XXe siècle. Les célèbres grands magasins Tietz (1904-1911), Wertheim (1910-1911), et Hahn (1911) y étaient implantés. Les colonnades royales laissèrent la place en 1910 au grand magasin Wertheim ; elles ont depuis été réinstallées dans le Kleistpark (parc). Le grand magasin de Tietz avait à cette époque, avec ses 250 mètres de long, la plus longue façade de magasin du monde. La renaissance de la place découla de sa fonction de carrefour. À côté des trois lignes de métro souterraines (U-Bahn), se trouvait également l'arrêt des trains interurbains et régionaux (S-Bahn) sur le viaduc du tramway ; à partir de 1877 les omnibus hippomobiles devenus à compter de 1898 tramways électriques assuraient des dessertes en surface ; l'offre de transport se répartissait en tout sur cinq niveaux. Durant la Belle Époque, l'Alexanderplatz, si proche de la Potsdamer Platz, était devenue l'archétype de la place d'une ville aux ambitions mondiales, vivante et influente. L'écrivain Alfred Döblin se servit de la place, à l'époque, comme cadre à son roman homonyme Berlin Alexanderplatz.

#### Une adaptation aux transports nécessaire
La congestion menaçant la circulation sur l'Alexanderplatz, le conseiller municipal responsable des travaux publics d'alors, Martin Wagner, proposa, à la fin des années 1920, un remaniement de la place. La place devait être adaptée au trafic et l'architecture des bâtiments devait être harmonisée. Wagner établit un plan, qui prévoyait un rond-point d'un diamètre de cent mètres au milieu de la place ; celui-ci ne devait être traversé que par la voie du tramway. Autour de ce rond-point, les bâtiments devaient avoir sept étages. Ce plan incluait la construction des avenues Neue Königstrasse et Landsberger Strasse, qui débouchaient du nord-est de la place. Les passages devaient être hauts de deux étages. Ainsi Wagner voulait obtenir une place architecturalement aboutie. Une nouvelle façade était prévue pour le grand magasin Tietz au nord-ouest de la place.

#### Des projets architecturaux inaboutis
Lorsque le projet de Wagner fut finalisé, on lança un concours d'architecture restreint à cinq architectes berlinois et un bureau d'architectes de Cologne. Y participaient, outre le bureau Hans und Wassili Luckhardt mit Alfons Anker qui remporta le concours, Peter Behrens, Ludwig Mies van der Rohe, Paul Mebes, Johann Emil Schaudt et Müller-Erkelenz. La décision fut connue le 5 février 1929. Seul Mies van der Rohe ne se conforma pas aux exigences. Il fut classé dernier.

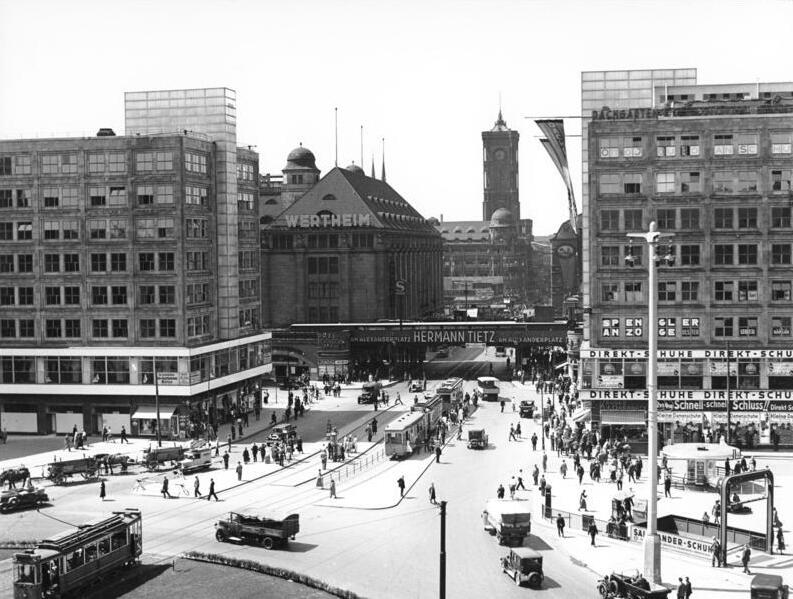
L'Alexanderplatz dans les années 1930, avec l'Alexanderhaus à gauche et la Berolinahaus à droite.

Comme on ne trouvait pas de bailleurs de fonds privés pour la réalisation du plan de Luckhardt, on se rabattit sur le projet de Behrens, classé deuxième. Behrens prévoyait un carrefour ovale, autour duquel les bâtiments qui devaient être érigés formaient un fer à cheval.
Au début des années 1930, deux bâtiments furent construits au sud-ouest de la place : l'Alexanderhaus et la Berolinahaus. Le Königsstädter Theater et d'autres bâtiments durent céder la place au carrefour, où six avenues se croisaient. Les deux axes principaux avaient respectivement 97 et 63 mètres de large. La statue de Berolina, qui avait cédé la place au chantier du métro en 1925, fut réinstallée en 1934 devant l'Alexanderhaus.
Pourtant le projet de Behrens ne put pas être complètement réalisé, car la majeure partie des terrains appartenait à des propriétaires privés, et l'achat de toutes ces parcelles représentait la somme énorme de 20 millions de Reichsmark. Le consortium américain, qui avait fait construire les maisons Alexander et Berolina, n'avait plus d'argent à la suite de la crise économique mondiale de 1929 pour construire les autres immeubles, et on ne trouva pas d'autres investisseurs. La place ne changea pas non plus pendant la période national-socialiste.

### Destruction et reconstruction (de 1940 à 1964)

#### Dommages de la Seconde Guerre mondiale
La Seconde Guerre mondiale toucha pour la première fois l'Alexanderplatz au début d'avril 1945. La statue Berolina avait été enlevée depuis 1944 (et fondue vraisemblablement pour répondre à l'effort de guerre) ; à part cela, la place était restée intacte. En avril 1945, des bombes tombèrent sur l'Alexanderplatz. Les bombardements et les combats de rue des derniers jours de la guerre endommagèrent fortement la place et la majeure partie du faubourg royal (Königsvorstadt).

#### Reconstruction
Après la guerre, le souhait général était de faire table rase du passé et de prendre un nouveau départ. C'est pourquoi le projet collectif « Kollektivplan » de Hans Scharoun prévoyait en 1946 des démolitions importantes pour permettre la création de larges avenues. Cependant les divergences apparues rapidement entre les principaux vainqueurs, États-Unis et URSS aboutirent au prolongement de la séparation de Berlin en quartiers sous différentes administrations, ce qui empêcha la réalisation du plan de Scharoun. L'Alexanderplatz se retrouva dans la partie est de Berlin, séparée des quartiers ouest de la ville. La reconstruction à Berlin-Est reposait sur les « seize principes de la construction urbaine » Sechzehn Grundsätze des Städtebaus (27 juillet 1950), et les principes du réaménagement de Berlin intra muros « Grundsätze für die Neugestaltung der Berliner Innenstadt » issus des précédents. Le 6 septembre 1950, le projet urbain fut finalement adopté.
Les « principes du réaménagement » prévoyaient une avenue large de 90 mètres allant de l'Est de la ville jusqu'à l'avenue Unter den Linden en passant par l'Alexanderplatz. Leur application commença en 1951 dans la Stalinallee (Avenue de Staline). Toute construction trop ambitieuse était cependant exclue en raison d'un budget limité, si bien que les constructions édifiées ultérieurement le furent comme à l'Ouest avec des revêtements plaqués.
Entre 1961 et 1964, la Maison de l'Enseignant (Haus des Lehrers) et la salle des Conférences furent construites à proximité immédiate de l'Alexanderplatz.

### La place socialiste (de 1964 à 1990)

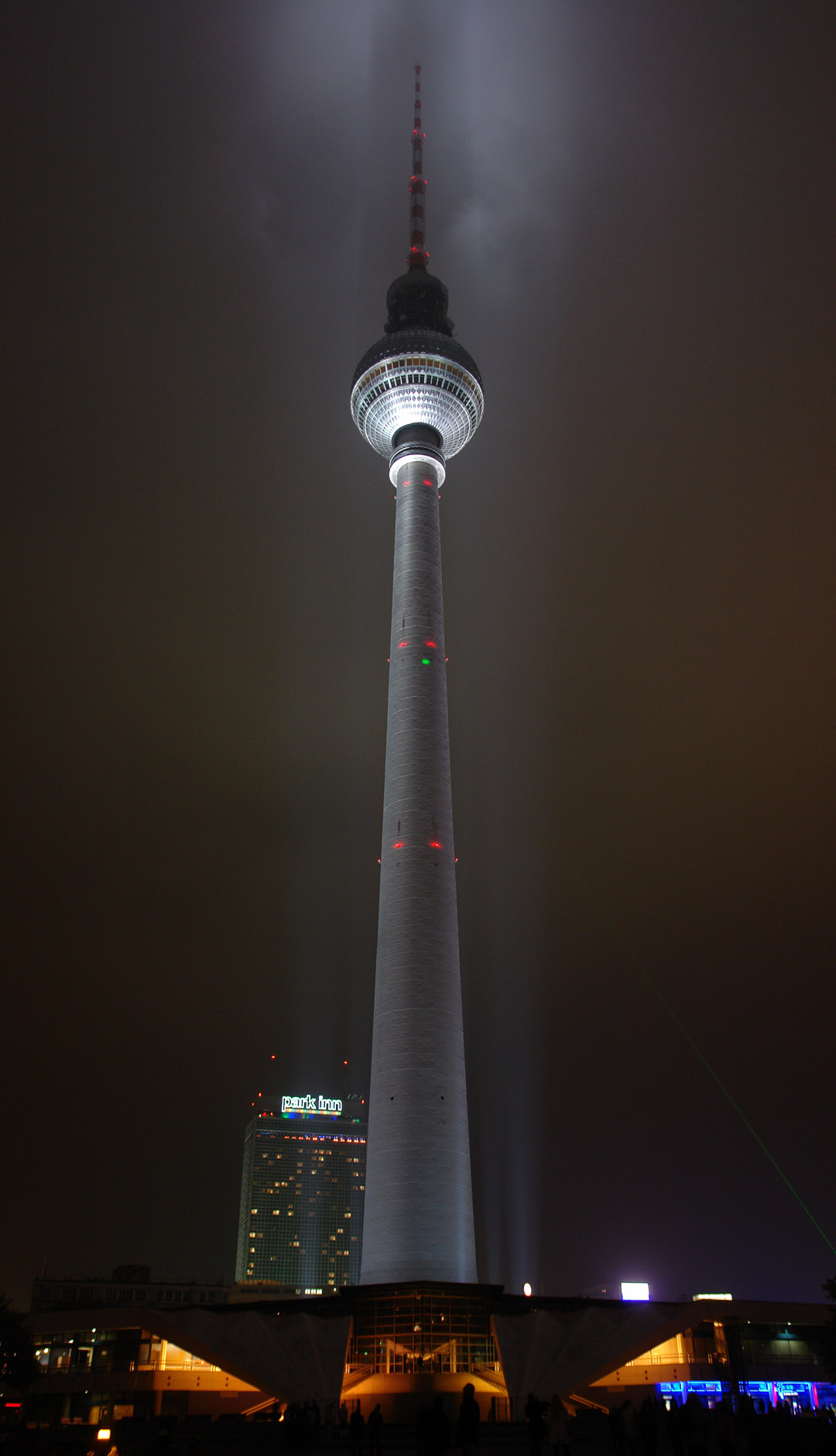
Tour de télévision.

#### Concours d'architecture de 1964
Un concours fut ouvert au printemps 1964 pour le réaménagement de l'Alexanderplatz. Six collectifs d'architectes furent autorisés à participer. Le projet du Bureau de construction urbaine Schweizer Tscheschner et Schulz l'emporta. En 1965 commença au sud-ouest de la place la construction de la tour de télévision berlinoise (Berliner Fernsehturm), qui nécessita de détruire entre autres la halle érigée en 1886. En 1967 la réalisation du projet retenu commença : au nord le grand magasin Central (Centrum Warenhaus) et l'Interhotel haut de 120 mètres, la Maison de l'industrie électronique Haus der Elektroindustrie, un bâtiment de dix étages, de l'avenue « Alexanderplatz ».

#### Construction des édifices socialistes
En 1969 la place elle-même fut enfin réaménagée : la « Fontaine de l'amitié des peuples » de Walter Womacka au nord et l'horloge Universelle Urania de Erich John devaient égayer la place. En 1971 fut édifié au nord de l'avenue Alexanderplatz la Maison du voyage (Haus des Reisens), un bâtiment de dix-sept étages. Le réaménagement de l'Alexanderplatz était achevé. Sa surface avait été portée à 80 000 mètres carrés, plus de quatre fois les 18 000 mètres carrés d'avant-guerre.
Les principes retenus pour cette restructuration s'inspiraient de l'exemple de Moscou : la nouvelle Alexanderplatz peut désormais, comme la place Rouge, être le centre de grandes manifestations nécessitant de très grandes capacités d'accueil. Les larges rues adjacentes étaient adaptées aux parades, dont celles des forces armées. Enfin la tour de la télévision dominait l'ensemble de la ville socialiste. La place était séparée de la ville par de larges avenues à la suite de sa reconstruction. L'ambiance y était différente de celle des années 1920, où elle était capitale mondiale, d'autant plus que le tramway avait été éloigné de la place.

#### Cœur de Berlin Est
Après l'achèvement de sa restructuration en 1971, la place fut le centre de grandes manifestations comme le festival mondial de la jeunesse et des étudiants (Weltjugendfestspiele) l'été 1973, la célébration des 25 ans de la RDA (République démocratique d'Allemagne) en octobre 1974 ou la cérémonie commémorant les 30 ans de la fin de la guerre en 1975. Jusqu'à la fin des années 1980 elle devint lentement, malgré tout, le centre de gravité de Berlin-Est, un lieu de rendez-vous. C'est sur cette place au centre de la capitale de la RDA, qu'eut lieu, quelques jours avant la chute du mur de Berlin, la manifestation du 4 novembre 1989, grande manifestation contre le régime socialiste. Elle fut retransmise en direct par la télévision de la RDA. Un million de personnes s'étaient rassemblées sur l'Alexanderplatz.

### Après la chute du Mur (depuis 1990)

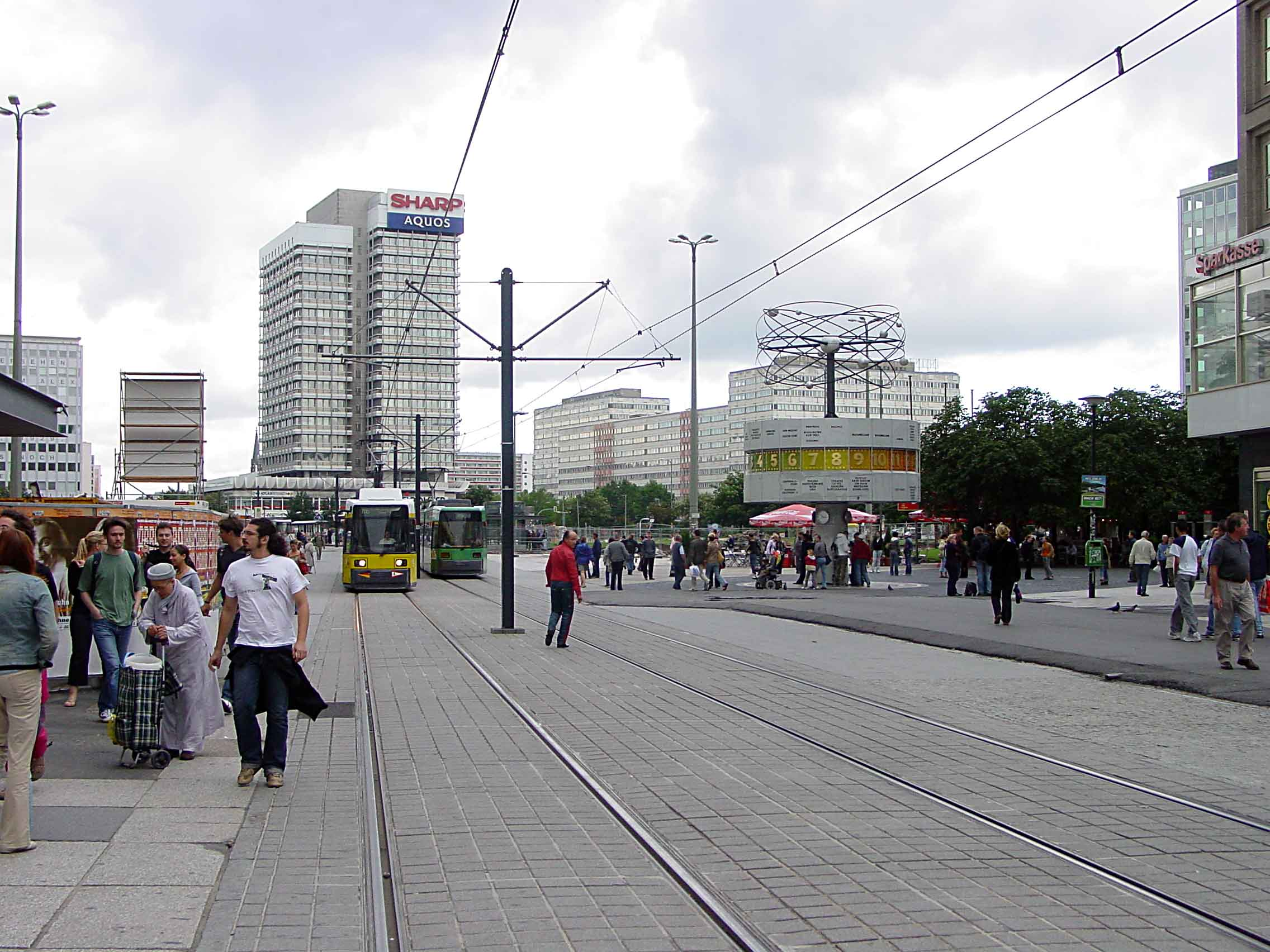
Tramway sur l'Alexanderplatz. À l'arrière plan se trouvent la Weltzeituhr et la Haus des Reisens.

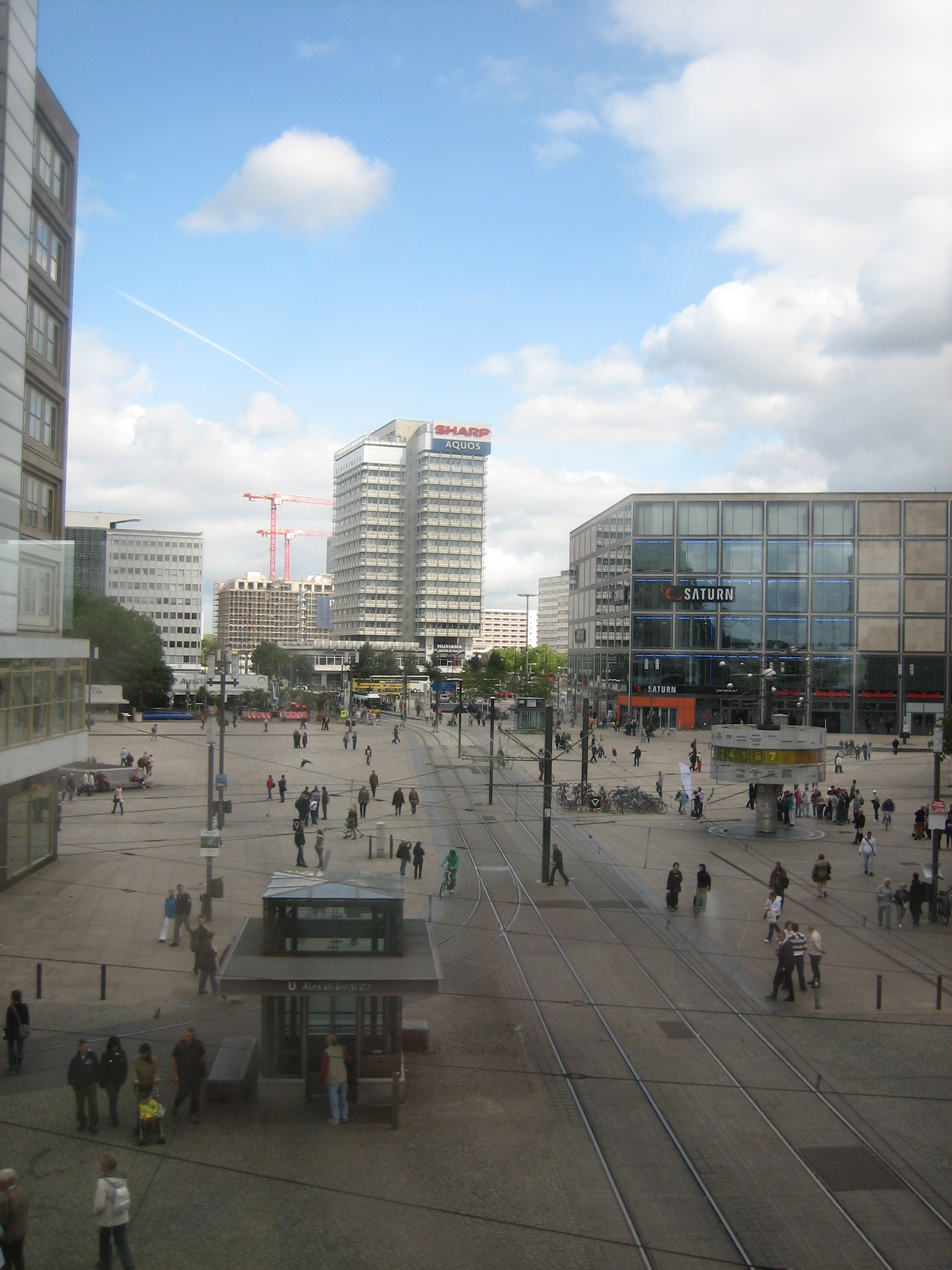
Alexanderplatz en 2011

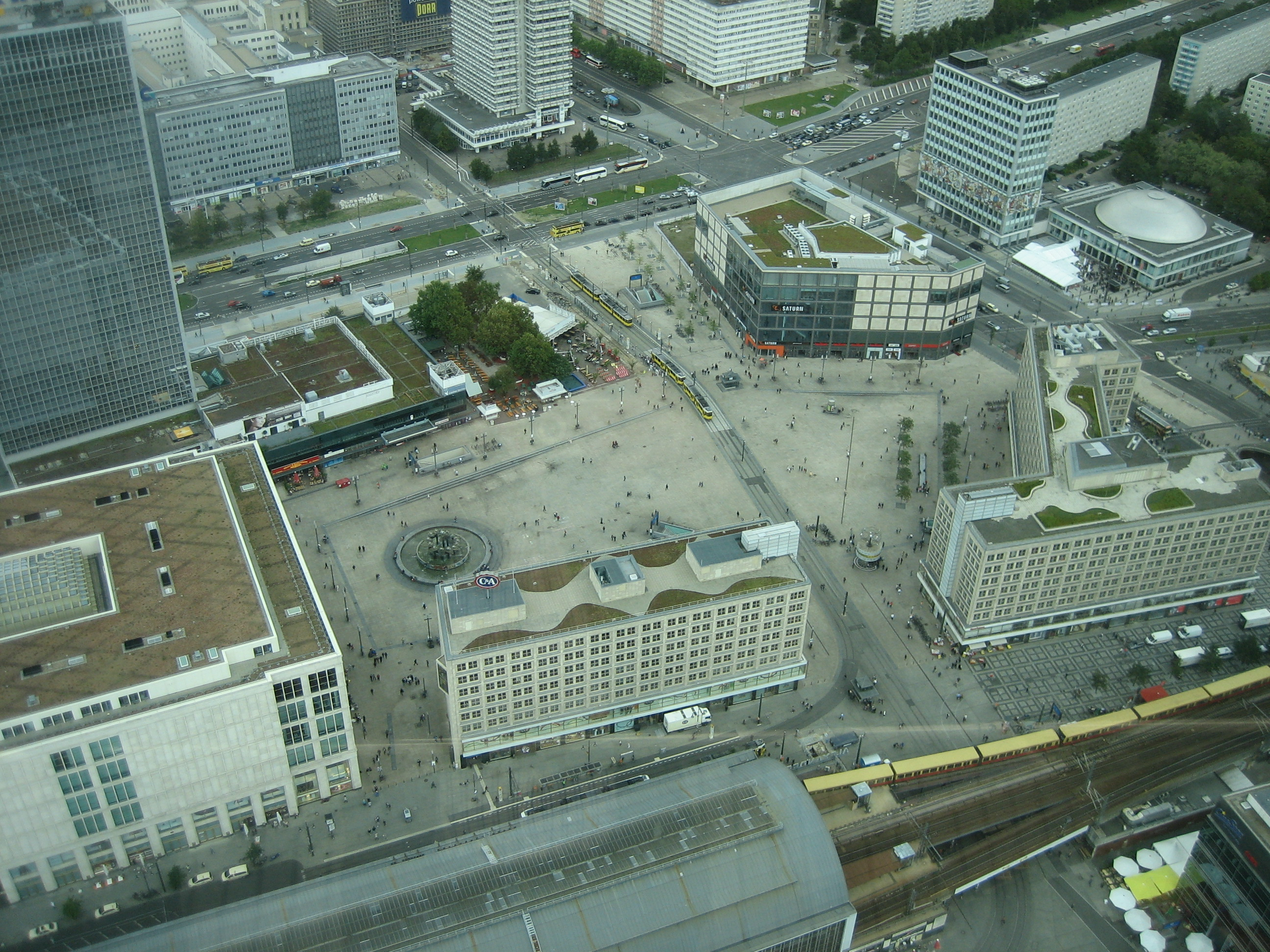
Alexanderplatz depuis le sommet de la tour de télévision.

#### Un projet d'urbanisme ambitieux
Après la réunification, l'architecture socialiste aux perspectives monumentales était désormais considérée comme désuète. Les investisseurs du quartier exigeant une restructuration de la place, un concours d'architecture eut à nouveau lieu en 1993,. Au premier tour, 16 projets étaient en concurrence, dont cinq furent retenus en avril 1993 pour le deuxième tour. Ces cinq architectes devaient adapter leurs plans à des exigences précises. Par exemple, le tramway devait de nouveau circuler sur l'Alex et la mise en œuvre du projet devait pouvoir se dérouler en plusieurs étapes. Le 17 septembre 1993, le gagnant fut désigné : il s'agissait de l'architecte berlinois Hans Kollhoff qui, s'appuyant sur le projet de Behrens et sa forme en fer à cheval, prévoyait des constructions de sept ou huit étages, avec des tours de 150 mètres de haut et de 42 étages. L'Alexanderhaus et la Berolinahaus, tous deux monuments protégés, la délimitaient au sud-ouest. Le projet de Daniel Libeskind et Bernd Faskel occupait la deuxième place, le projet du bureau d'architectes Kny & Weber la troisième. Ce dernier se rapprochait fortement de la forme en fer à cheval de Wagner. Le projet de Kollhof fut adopté par le Sénat de Berlin le 7 juin 1994.

#### Réalisations
En 1995 la Banque du Land de Berlin (Landesbank Berlin) acheva la rénovation de l'Alexanderhaus. En 1998, le tramway roula de nouveau sur l'Alexanderplatz et en 1999 le contrat d'urbanisme pour l'application du plan de Kollhof et Timmerman fut signé par les propriétaires des parcelles et les investisseurs. Le 2 avril 2000, le Sénat ratifia définitivement le plan de rénovation de l'Alexanderplatz. Les investisseurs et l'administration chargée du développement urbain signèrent tous les deux le contrat d'achat le 23 mai 2002, ce qui parachevait la procédure. En 2004 commença la transformation du vieux magasin Centrum, qui hébergeait une galerie marchande Kaufhof (de) depuis la réunification. La façade fut avancée de 25 mètres sur la place, qui se trouva rétrécie. Les travaux de rénovation de la Berolinahaus commencèrent en 2005. Il abrite à présent un magasin de la chaîne vestimentaire C&A. Les travaux de construction d'une deuxième ligne de tramway, commencées en 2005, sont désormais achevés et la ligne contourne la Berolinahaus par le sud.

### La suite du projet

#### Travaux planifiés
Après la rénovation coûteuse de la station de métro, qui dure depuis plusieurs années, la réorganisation de la place elle-même s'est achevée en février 2006, selon les plans de Gerkan, Marg und Partner et de l'entreprise hambourgeoise WES-Landschaftsarchitekten, qui remportèrent un concours d'urbanisme organisé par le Land de Berlin en 2004. Tout d'abord la partie nord doit être refaite d'ici l'été 2006. Fin 2006, la rénovation de la station de métro devrait être achevée. La partie sud devrait être progressivement achevée pour le printemps 2007. La place sera pavée de granit jaune et les bâtiments bordés de mosaïques grises. Autour de la Fontaine de l'amitié des peuples s'élèveront des gradins, des bancs seront installés autour des entrées de métro. Le coût des travaux devrait s'élever à 8,7 millions d'euros.

#### Projet revu à la baisse
Les plans futurs prévoient de fermer la place à l'est par une construction. La société immobilière texane Hines doit déposer une demande de permis de construire en 2006 et commencer en 2007 les travaux préparatoires.
Sur le pourtour de la place, la démolition de l'ancien Interhotel (aujourd'hui : Hotel Park Inn), et l'édification de trois immeubles à sa place sont prévues, mais rien n'est encore certain d'autant que l'hôtel voué à la démolition vient de recevoir une nouvelle façade en 2005. Seul semble réaliste l'achèvement de la rénovation du bloc d'immeubles (prévu par le projet) de 35 mètres de haut pour l'année 2008. L'achèvement prévu en 2013 par le land de Berlin et les investisseurs des gratte-ciels de 150 mètres de haut figurant dans le projet paraît déjà peu vraisemblable. Le Land de Berlin a laissé entendre qu'on n'imposera rien au marché de l'immobilier. Sur les treize gratte-ciel prévus il en reste dix à la suite d'une révision du projet, et d'après divers reportages six, au mieux, semblent prévus pour une échéance éloignée. Le marché immobilier de Berlin évolue négativement depuis des années, contrairement aux prévisions, et le secteur doit gérer un stock important d'espaces de bureaux inoccupés, ce qui ne présage rien de bon pour les projets immobiliers de l'Alexanderplatz.
Les débats portant sur l'héritage socialiste éveillent en Allemagne facilement les susceptibilités, à tel point que l'on a surnommé les nostalgiques de l'ancienne RDA ostalgiques. On peut ainsi expliquer l'engouement (hors les qualités de l'œuvre) pour le film Good Bye, Lenin!. Ce contexte pèse donc aussi sur la reconstruction de l'Alexanderplatz.
En 2017, le projet est toujours au point mort ; rien n'est sorti de terre.

## Les constructions de l'Alexanderplatz

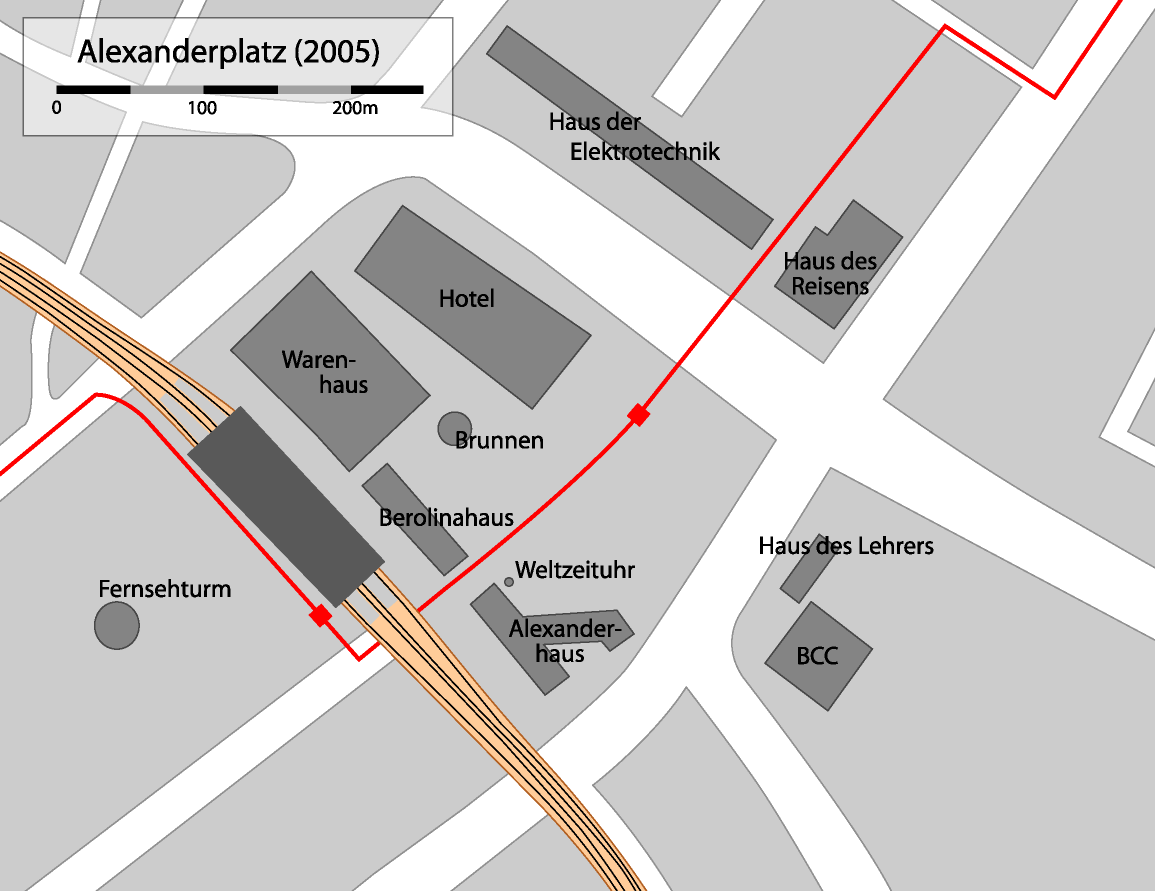
Plan de l'Alexanderplatz en 2005.

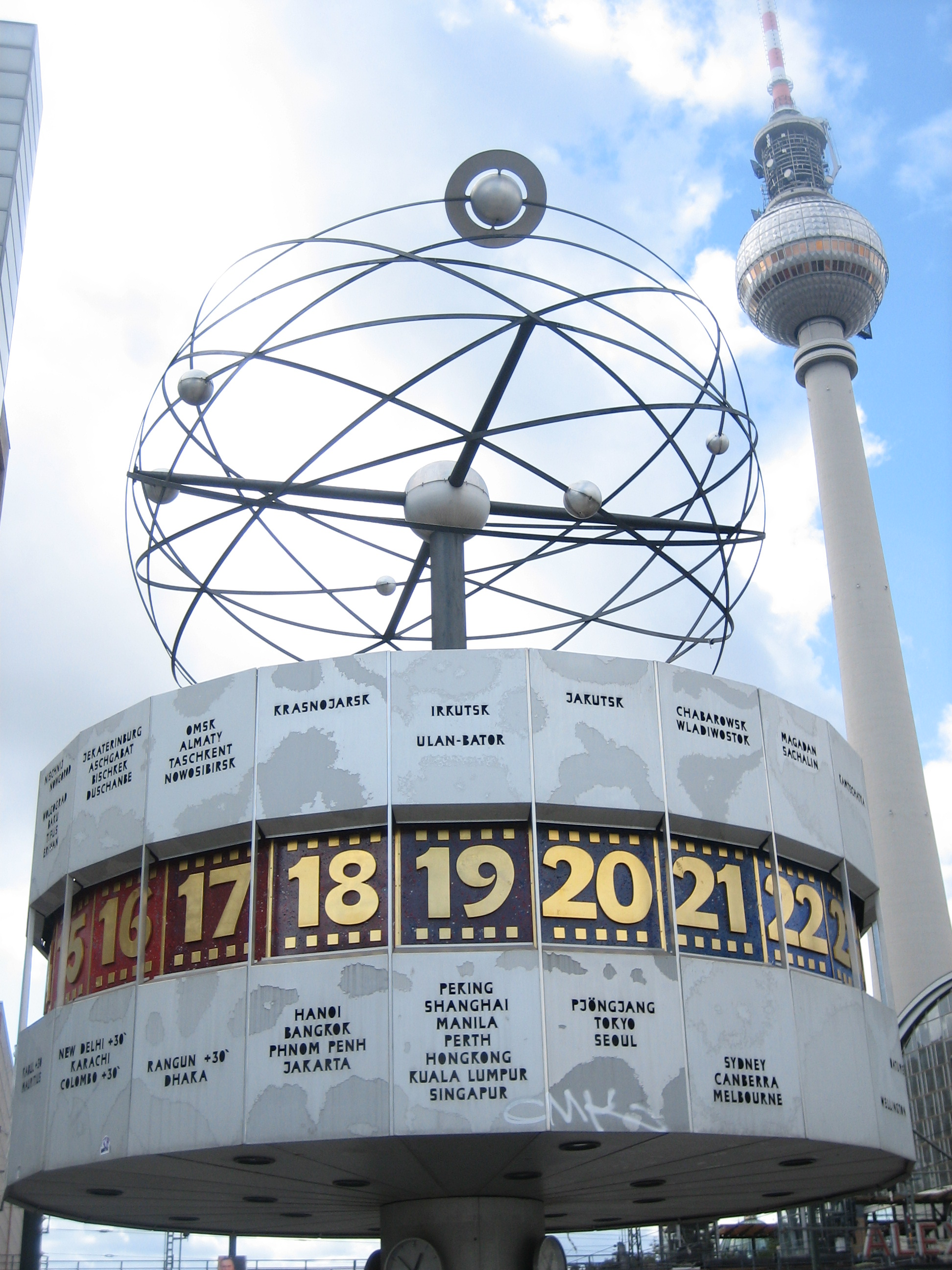
L'Horloge des Nations sur l'Alexanderplatz.

L'Alexanderplatz est dominée par des monuments de l'architecture socialiste hautement symboliques. Seuls la gare au sud-ouest et les deux immeubles Alexanderhaus et Berolinahaus de Behrens datent d'avant la Seconde Guerre mondiale. Les autres constructions donnant sur la place sont l'ancien Centrum-Warenhaus (Magasin Central) et l'hôtel Park-Inn. Au nord et à l'est, donnant sur des avenues comportant jusqu'à douze voies, on trouve la Maison de l'Enseignant (Haus des Lehrers) avec son centre de conférence, la Maison de l'Industrie Électronique (Haus des Elektroindustrie) et la Maison du Voyage (Haus des Reisens). Au sud-est se dresse un grand centre commercial surnommé Alexa.
L'adresse « Alexanderplatz » est réservée aux immeubles situés sur la place ou qui donnent sur l'avenue adjacente à la place au nord et à l'est, qui s'appelle également « Alexanderplatz ». Avec le réaménagement et la transformation complète de la partie est de la place à la suite de la construction d'un nouveau bâtiment, les rues situées à l'extérieur vont être débaptisées (pour l'instant oralement : « Alexanderstrasse »). Actuellement (2005), les adresses sont attribuées dans le sens contraire des aiguilles d'une montre.
- Alexander 1 : Berolinahaus
- Alexander 2 : Alexanderhaus
- Alexander 3 : Salle de Congrès
- Alexander 4 : Haus des Lehrers
- Alexander 5 : Haus des Reisens
- Alexander 6 : Haus der Elektroindustrie
- Alexander 7 : Complexe hôtelier avec magasins
- Alexander 8 : Hôtel Park Inn
- Alexander 9 : Galerie Kaufhof (de) autrefois Centrum Warenhaus (Magasin Central)

Sur la place se trouvent la Fontaine de l'amitié entre les peuples (Brunnen der Völkerfreundschaft) et l'horloge universelle Weltzeituhr, un rendez-vous apprécié.
On considère souvent que la tour de télévision toute proche — c'est la plus haute construction ouverte au public d'Europe de l’Ouest — fait partie de l'Alexanderplatz. or elle ne se trouve pas sur la place même, mais derrière la gare ferroviaire dans la Panoramastrasse. Le Rote Rathaus (« l'hôtel de ville rouge ») est aussi souvent assimilé à l'Alexanderplatz, alors qu'il se trouve quelques centaines de mètres plus au sud dans la Rathausstrasse située dans le centre historique de Berlin. Même chose pour la Marienkirche (église Notre-Dame) et la Neptunbrunnen (fontaine de Neptune), qui se trouvent dans un pâté d'immeubles situé entre la Rathausstrasse et la Karl-Liebknecht-Strasse. Cette partie de la ville ne porte pas de nom qui lui soit propre, aussi considère-t-on souvent qu'elle forme un quartier autour de l’Alexanderplatz.

### Les immeubles Alexanderhaus et Berolinahaus

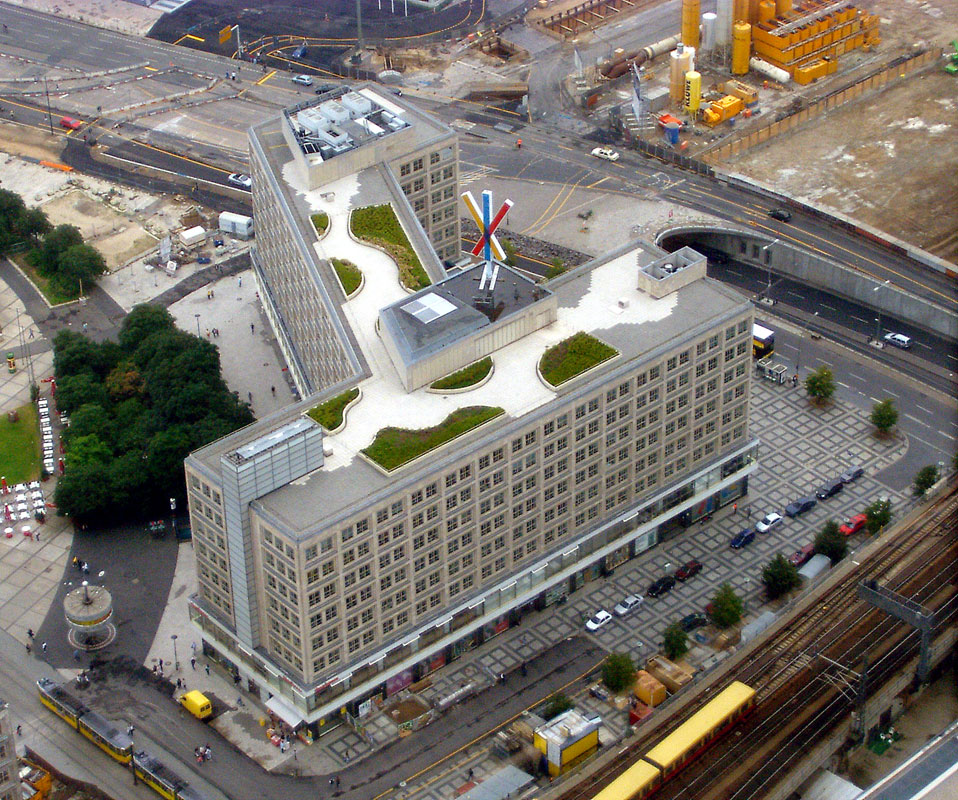
Alexanderhaus.

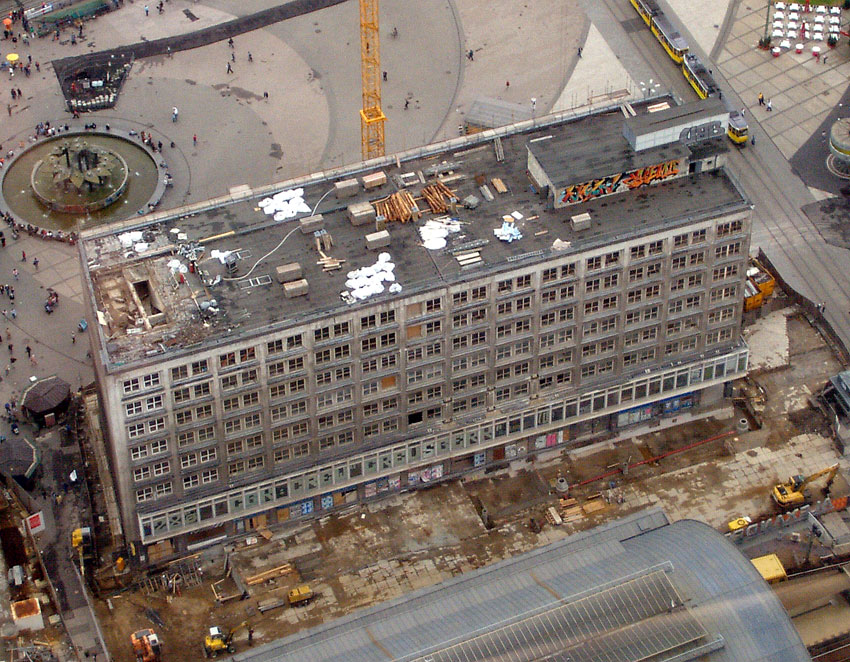
La Berolinahaus pendant les travaux de transformation en 2005.

#### Des rescapés des projets d'avant guerre
L'Alexanderhaus et la Berolinahaus sont les deux seuls bâtiments du plan de Peter Behrens de 1929 qui ont été construits. La construction de la Berolinahaus commence en 1929, alors que celle de l'Alexanderhaus ne débute qu'en 1930. La construction des deux bâtiments est achevée en 1932 grâce à l'apport de fonds d'investisseurs américains.
Pendant la Seconde Guerre mondiale, les deux bâtiments furent gravement endommagés, mais ils furent restaurés par la suite. En 1951, un grand magasin “HO” emménagea dans l'Alexanderhaus, tandis que l'administration du quartier de Mitte et un bureau de poste occupaient la Berolinahaus.
Après la réunification, l'Alexanderhaus est rénovée entre 1993 et 1995 par la Banque du Land de Berlin selon des plans du bureau d'architectes Pysall, Stahrenberg & Partner, pour une somme supérieure à 300 millions de marks, ce qui correspond à plus de 153 millions d'euros. En 1998, les maîtres d'œuvre et les architectes reçoivent pour cette restauration le Prix européen de la protection des monuments.

#### Bureau et boutiques
Les immeubles classés de huit étages ont été bâtis en ayant recours à des techniques modernes avec un squelette de béton armé. Ils font partie des premiers bâtiments réalisés selon ce procédé. Les investisseurs américains promouvaient une étroite collaboration avec les entreprises de transport en commun de la ville, ce qui explique qu'il y a une entrée de métro dans la Berolinahaus.
Le rez-de-chaussée des bâtiments était prévu pour des boutiques. Au premier étage on trouve, en porte à faux, une galerie vitrée pour des restaurants. Des bureaux devaient être installés dans les six étages. Les façades caractéristiques se composent de fenêtres carrées, elles-mêmes subdivisées en quatre carrés plus petits, deux à trois fenêtres étant regroupées en creux dans la façade de pierre naturelle.
Le bâtiment est principalement utilisé par la Bankgesellschaft Berlin AG (Banque de Berlin) et la Berliner Sparkasse (Caisse d’épargne de Berlin).

#### La rénovation
La Berolinahaus, abandonnée par l'administration du quartier en 1998, est en cours de rénovation depuis 2005 par la société de développement immobilier Pegasus pour 48 millions d'euros selon les plans de l'architecte Sergei Tchoban. À l'automne 2006 les deux étages inférieurs et les deux sous-sols doivent être occupés par le groupe de distribution vestimentaire C&A, pour lequel il s'agit d'un retour aux sources : c'est en effet sur l'Alexanderplatz que C&A avait ouvert en 1911 sa première filiale allemande. Seuls les étages supérieurs garderont leurs petits espaces de bureaux, tels que Behrens les avaient conçus. L'ascenseur Paternoster doit également disparaître. À l'extérieur par contre, le bâtiment aura la même apparence que lors de son ouverture en 1932, car il est classé. Un jardin doit être installé sur le toit.

### Haus des Lehrers

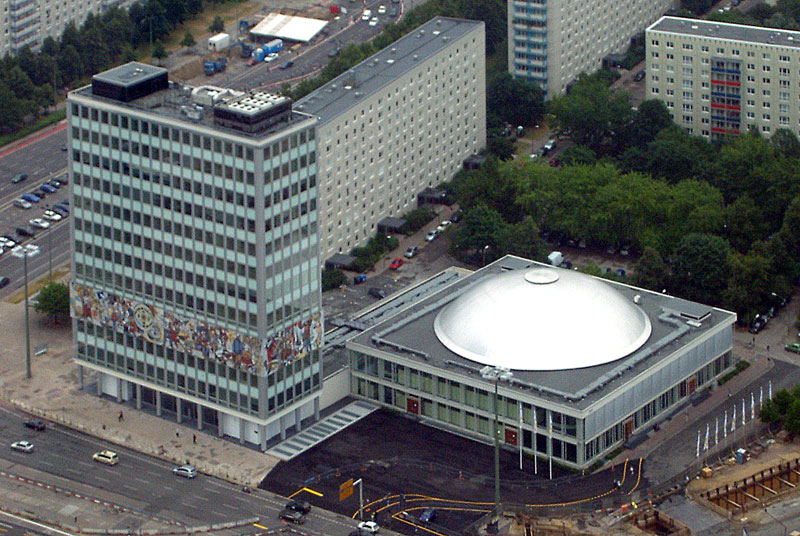
Haus des Lehrers et centre de congrès.

La Haus des Lehrers (Maison de l'enseignant), haute de 54 mètres, a été construite entre 1962 et 1964 à l'ouest de la place, dont elle est séparée par l'avenue « Alexanderplatz ». C'était le premier immeuble de grande hauteur construit sur l'Alexanderplatz. La pose de la première pierre du bâtiment de l'architecte Hermann Henselmann eut lieu le 12 décembre 1962, l'inauguration le 9 septembre 1964. Il fut construit à l'emplacement de la Berliner Lehrervereinshaus (Maison de l'Union des Enseignants) datant de 1908, qui avait été détruite pendant la Seconde Guerre mondiale. Il devait servir de lieu de rencontre aux pédagogues, avec entre autres le Klub Berliner Pädagogen. Aux troisième et quatrième étages se trouvait la Pädagogische Zentralbibliothek, une des plus importantes bibliothèques pédagogiques d'Europe, avec 650 000 ouvrages, tandis qu'au cinquième étage se trouvait la salle de lecture.

#### Propriété du Land de Berlin
Après la réunification le bâtiment devint la propriété du Land de Berlin dès septembre 1991. Le Land y logea des services de l'administration scolaire du Sénat. À partir de 1994 le bâtiment fut loué à diverses fins, puis fut finalement vendu pour 8,8 millions d'euros en 2001. Entre 2002 et 2004 il fut totalement restauré, modernisé et en partie transformé pour environ 25 millions d'euros. De septembre 2001 à février 2002, décembre 2003 à janvier 2004, en octobre 2004 et en octobre 2005, le bâtiment fut utilisé pour les spectacles interactifs de lumières Blinkenlights du Chaos Computer Club.

#### Une frise à la gloire du peuple
La Haus des Lehrers est un immeuble de 12 étages de forme parallélépipédique, un modèle courant dans l'architecture des gratte-ciel de l'après-guerre. La particularité du bâtiment est la frise circulaire entre les deuxième et cinquième étages, appelée par la population Bauchbinde. Cette frise de Walter Womacka, qui s'intitule Unser Leben (notre vie), montre des scènes de la vie de la société en RDA. Elle s'inspire des peintures murales mexicaines. Avec ses sept mètres de haut et ses 125 mètres de long, elle compte parmi les plus grandes œuvres d'art d'Europe (en superficie). L'ensemble de la construction est classé.
La salle de Conférence attenante fait également partie du bâtiment. Elle abrite depuis septembre 2003 le Berliner Congress Center (BCC) (Centre de Congrès de Berlin). Sur le toit, se trouve désormais une construction ronde vitrée, à usage de bureau formant un douzième étage.

### Haus des Reisens

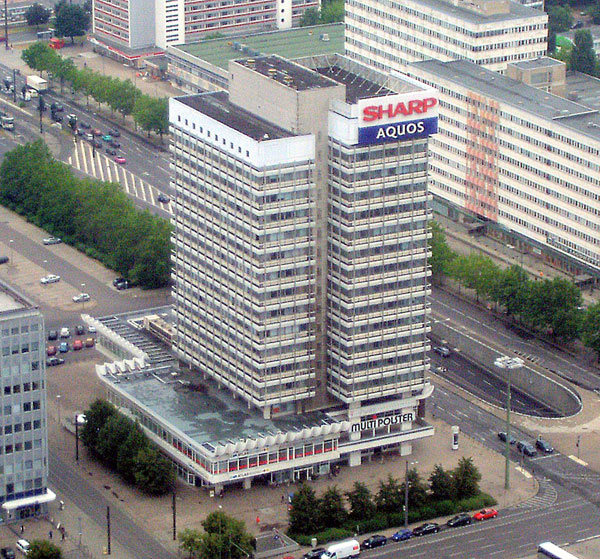
Haus des Reisens.

La Haus des Reisens fut construite entre 1969 et 1971 à la suite du réaménagement de la place par le gouvernement communiste. Ses plans ont été conçus par Roland Korn, Johannes Brieske et Roland Steiger. L'immeuble hébergeait jusqu'à la réunification la direction principale de l'Agence de voyages de la RDA et les bureaux de la compagnie aérienne Interflug.

#### Une esthétique socialiste
La Haus des Reisens (maison du voyage) est un immeuble de 19 étages, dont deux ont été rajoutés par la suite. On y trouve le club Stern Radio et, au douzième étage, le club Week-end. Il y a toujours une agence de voyages dans le bâtiment. Sur la façade Est on trouve une autre œuvre de l'artiste Walter Womacka auteur de la Brunnen der Volkenfreundschaft et de la frise de la Haus des Lehrers. L'œuvre, en cuivre, s'intitule Der Mensch überwindet Zeit und Raum (L'homme vainc le temps et l'espace).

#### Un ouvrage menacé
Selon les plans de Kollhoff de la nouvelle Alexanderplatz, la Haus des Reisens doit être également rasée. Contrairement à la majorité des autres parties de la place, où un changement est peu probable, la parcelle sur laquelle s'élève la Haus des Reisens pourrait être une des premières où sera construit un des immeubles de 150 mètres de haut. D'une part, le bâtiment n'a pas été rénové entièrement et d'autre part le propriétaire (Alexanderplatz 5 GbR) est partisan d'une reconstruction.

### Haus der Elektroindustrie

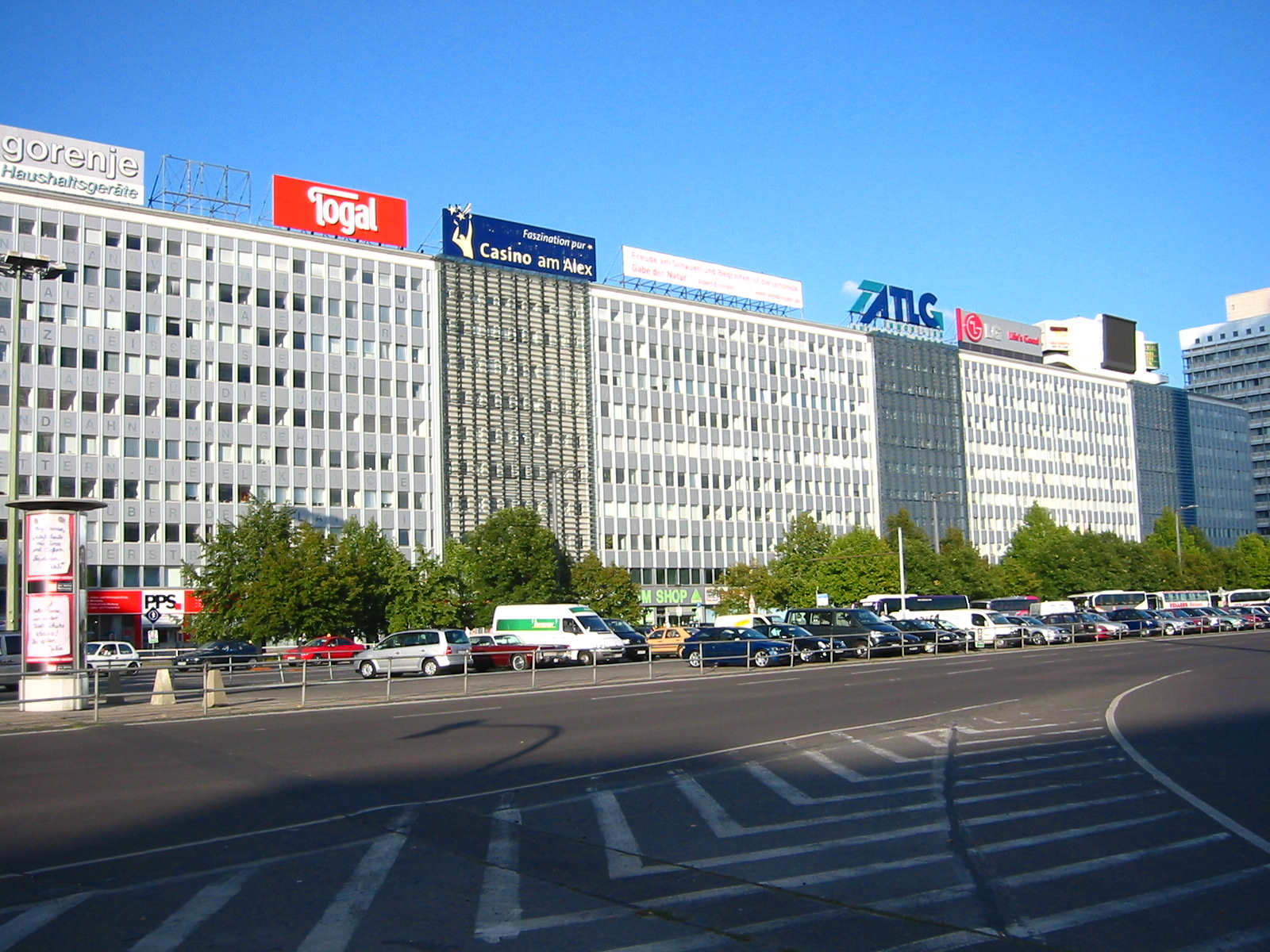
La maison des Industries électriques.

La Haus der Elektroindustrie (plus rarement Haus der Elektrotechnik, maison de l'électrotechnique) des architectes Peter Skujin, Emil Leibold, Heinz Mehlan et d'autres, a été construite entre 1967 et 1969. Le bâtiment était utilisé au temps de la RDA par le ministère de l'électrotechnique et de l'électronique. Après la réunification, il le fut par la Treuhandanstalt (agence fiduciaire), qui y avait son siège. Il appartient depuis 1998 à la Treuhandliegenschaftsgesellschaft (TLG), société fiduciaire immobilière, qui l'a fait rénover entre 1998 et 2000 pour 120 millions de mark. La façade a été réaménagée par l'architecte Sergei Tchoban fin 2000.
L'immeuble haut de dix étages est un bâtiment de 120 mètres de long avec un squelette d'acier et des murs porteurs en briques. Chaque dalle du revêtement de la façade porte une lettre gigantesque. Ensemble, elles forment une citation tirée du roman de Döblin Berlin Alexanderplatz.
Au no 6 Alexanderplatz, on trouve le ministère de l'Environnement (qui déménage en 2008) et des assureurs. La démolition du bâtiment pour la mise en œuvre du plan immobilier de Kollhof semble improbable car le bâtiment est en bon état et loué pour une longue durée.

### Complexe hôtelier

L'hôtel « Park Inn ».

#### Un gratte-ciel de2 000 lits
L'hôtel a été construit en même temps que le grand magasin. Il s'inscrit dans le cadre du projet de 1964 qui a pour ambition de réaménager la place, qui ne prévoyait d'ailleurs pas d'immeuble à angles droits au nord de la surface constructible, mais un carré au sud. Les plans du projet furent réalisés par le collectif Roland Korn, Heiz Scharlipp et Hans-Erich Bogatzky et sa construction s'est déroulée entre 1967 et 1970.
L'hôtel a ouvert sous le nom d’Interhôtel « Stadt Berlin » en 1970 avec 2 000 lits. C'est alors le seul hôtel 4 étoiles à côté de quelques 5 étoiles dans Berlin-Est. Les délégations des États du Pacte de Varsovie y étaient accueillies. À l'époque, les ascenseurs rapides étaient remarquables. Après la réunification, il est renommé dans un premier temps le Forum Hôtel, avant de finalement devenir, et ce depuis 2003, le « Park Inn Berlin Alexanderplatz », exploité par le groupe américain Radisson Hotels & Resorts.
L'hôtel se trouve au nord-est de la place. Avec une hauteur de 120 mètres, il est le bâtiment plus élevé de Berlin — avec l'immeuble de Treptower — et le plus haut complexe hôtelier d'Allemagne (l'hôtel Mariott à Francfort-sur-le Main est plus haut, mais il utilise seulement les étages supérieurs). Il est en outre en absolu le troisième plus haut gratte-ciel d'Allemagne.
L'hôtel 4 étoiles dispose de 1 006 chambres. Dans le restaurant panoramique au trente-septième étage se trouve aujourd'hui le plus haut casino d'Europe. En bas du bâtiment se trouve un Burger King, ainsi que, depuis peu, un magasin de vêtements low-cost Primark, qui suscite une vive animation au bas de la tour, de ces centaines de touristes flânant aux quatre coins de la place avec leurs sacs de la firme irlandaise.

#### Rénovation
Après la réunification, le bâtiment connut plusieurs rénovations. La dernière, en 2001, concernait le réaménagement des chambres et coûta 20 millions d'euros. Entre mai et novembre 2005, les 15 000 mètres carrés de la façade en verre ont été remplacés. Les 6 800 nouveaux éléments, resplendissants, ont coûté trois millions d'euros.

### Le centre commercial Warenhaus

#### Le plus grand magasin deRDA
Les plans sont l'œuvre du groupe d'architectes Josef Kaiser, Günter Kunert pour 1967. Le chantier démarra en 1969, et s'acheva en 1970. Le magasin comportait, au moment de son ouverture, plus de 15 000 mètres carrés de surface. C'était alors le plus grand de la RDA.
Après la réunification, le bâtiment fut repris par la société de distribution Metro AG, et après modernisation devint une filiale de la chaîne Kaufhof (chaîne de grands magasins allemande). La surface commerciale passa ainsi à 20 000 mètres carrés. Le Kaufhof (de) de l'Alexanderplatz est depuis l'un des plus importants d'Allemagne quant au chiffres d'affaires.
Le bâtiment de l'ancien centre commercial HO-Warenhaus se trouve au nord-ouest de l'Alexanderplatz, à l'endroit où Hermann Tietz avait déjà construit un grand magasin au début du XXe siècle, à l'époque où avait été érigé l'Interhotel dans le cadre du projet qui remporta le concours d'architecture organisé en 1964 pour le réaménagement de la place.

#### Rénovation
À la suite de l'application des nouveaux plans établis par Kollhof et Tinnerman, le magasin a été considérablement modernisé et agrandi depuis juin 2004 suivant les plans de l'architecte Josef Paul Kleihues. Dans ses grandes lignes, l'agrandissement se fit en avançant la façade de quelque 25 mètres en direction du centre de la place. Les quatrième et cinquième étages du bâtiment, qui abritaient un restaurant et une administration, ont été entièrement consacrés à l'espace de vente. La surface passa ainsi de 20 000 à 35 000 mètres carrés, le bâtiment devenant la plus grande filiale de Kaufhof en Europe. Sa façade alvéolée caractéristique de 13 000 mètres carrés a été refaite en travertin avec de grandes surfaces vitrées qui s'inspirent du style classique de nombreux bâtiments berlinois de la dernière décennie tels la Pariser Platz et la Berliner Platz. Au centre de l'édifice s'ouvre un grand puits de lumière recouvert par une vaste coupole en verre. Vingt escaliers roulants suspendus s'y trouvent. Ils mesurent vingt-deux mètres de portée et comptent parmi les plus longs du monde.
Globalement le coût des travaux s'élève à 110 millions d'euros, dont la plus grande partie (85 millions d'euros) représente le coût d'achat de terrains. Une particularité des travaux de transformation est que l'activité commerciale n'a jamais été interrompue. C'est ainsi qu'à automne 2005), les échafaudages étaient installés à l'intérieur du magasin, ce qui permettait d'observer les travaux en cours. Les lieux de vente étaient déplacés au fur et à mesure de la progression du chantier. Les clients purent donc expérimenter les « achats sur chantier ». Bien que le Kaufhof n'ait pas été fermé pendant les travaux, son inauguration eut lieu le 24 mai 2006.

### L'horloge universelle Urania (Urania-Weltzeituhr)

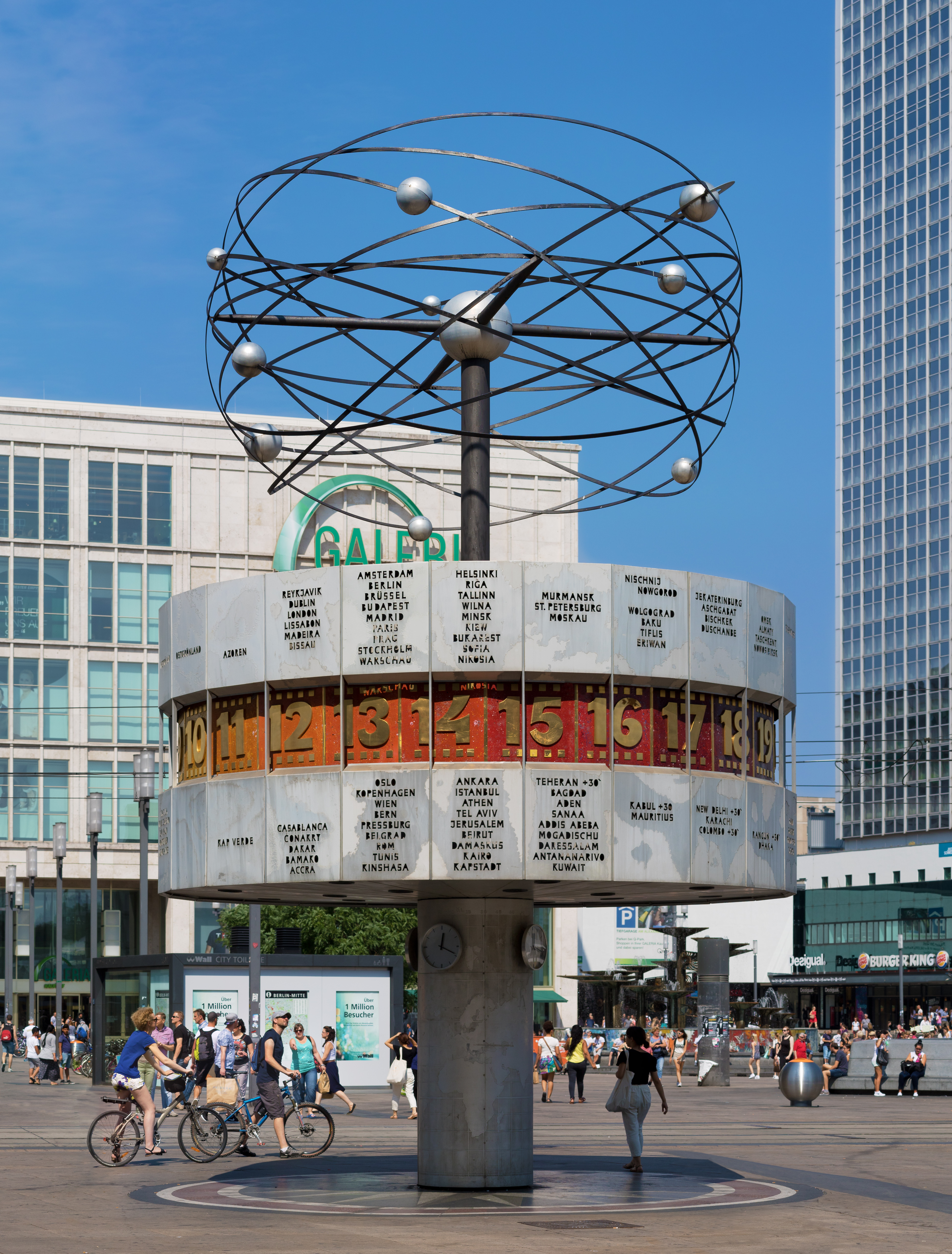
L'horloge universelle Urania.

#### Historique
L'horloge universelle a été inaugurée 2 octobre 1969 lors de la fête qui a suivi le réaménagement de la place. Les plans sont de Erich John, qui était à l'époque maître de conférences à l'école des arts plastiques et appliqués, à Berlin. Hans-Joachim Kunsch dirigea les travaux qui durèrent sept mois. L'idée de l'horloge est apparue lors de travaux de démolition à l'Alexanderplatz en 1966, lorsqu'il fallut supprimer une vieille colonne Urania se trouvant à la station de tramway Memhardstrasse.
Entre octobre et décembre 1997, l'horloge fut rénovée pour 350 000 Mark. Lors de la rénovation on releva des erreurs : certaines villes se trouvaient dans le mauvais fuseau horaire. On rajouta vingt nouvelles villes.

#### Un lieu de rendez-vous
L'horloge universelle pèse 16 tonnes.
Au-dessus d'une mosaïque de pierre en forme de rose des vents, un pilier de 2,70 mètres de haut sur 1,50 de large soutient un large cylindre à vingt-quatre faces. Chacun des 24 côtés correspond à un fuseau horaire. Les noms des villes principales de chaque fuseau sont gravés dans l'aluminium. Dans ce cylindre tourne un autre cylindre sur lequel on peut relever l'heure actuelle pour chacun des fuseaux. Au-dessus de l'horloge du monde tourne une fois par minute sur elle-même une représentation simplifiée du système solaire avec les planètes et leurs trajectoires. L'ensemble mesure 10 mètres de haut.
L'horloge universelle reste un point de rencontre des plus courus de Berlin. Les Berlinois de l'est principalement s'y donnent souvent rendez-vous.

### Fontaine de l'amitié des peuples (Brunnen der Völkerfreundschaft)

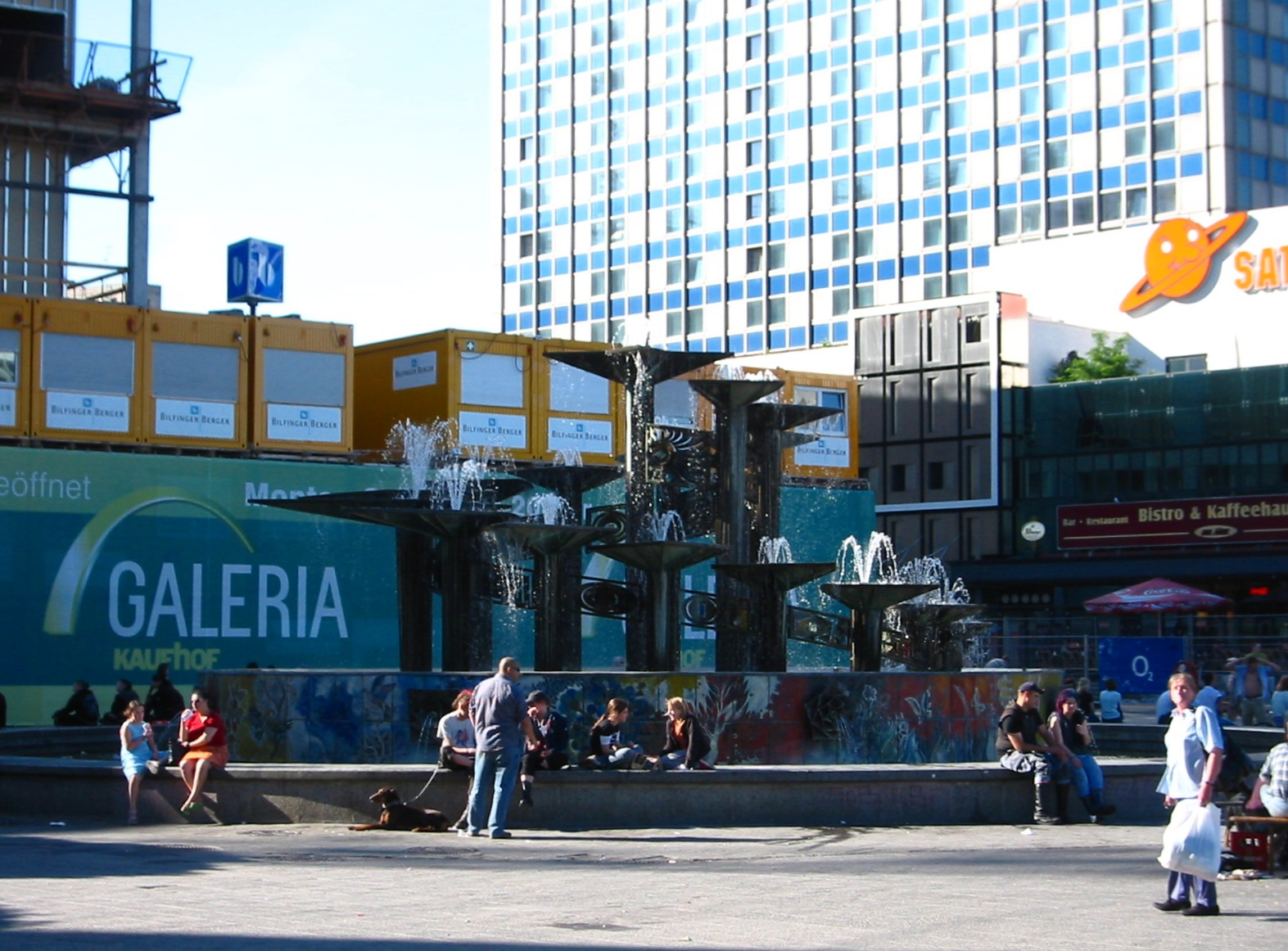
La fontaine Brunnen der Völkerfreundschaft.

La fontaine de l'Amitié des peuples fut installée en 1970 dans le cadre du réaménagement de la place et inaugurée le 7 octobre. Elle a été créée par un groupe d'artistes placés sous la houlette de Walter Womacka.
Sa vasque a un diamètre de vingt-trois mètres, et la fontaine une hauteur de six mètres vingt. Elle est construite à partir d'émaux, de verre, de céramique et de cuivre. L'eau sort par le haut de la fontaine, puis descend en spirales par dix-sept vasques ayant entre un et quatre mètres de diamètre.
Cette fontaine est un monument classé. Elle a été rénovée en 2002.

### Statue de Berolina (disparue)

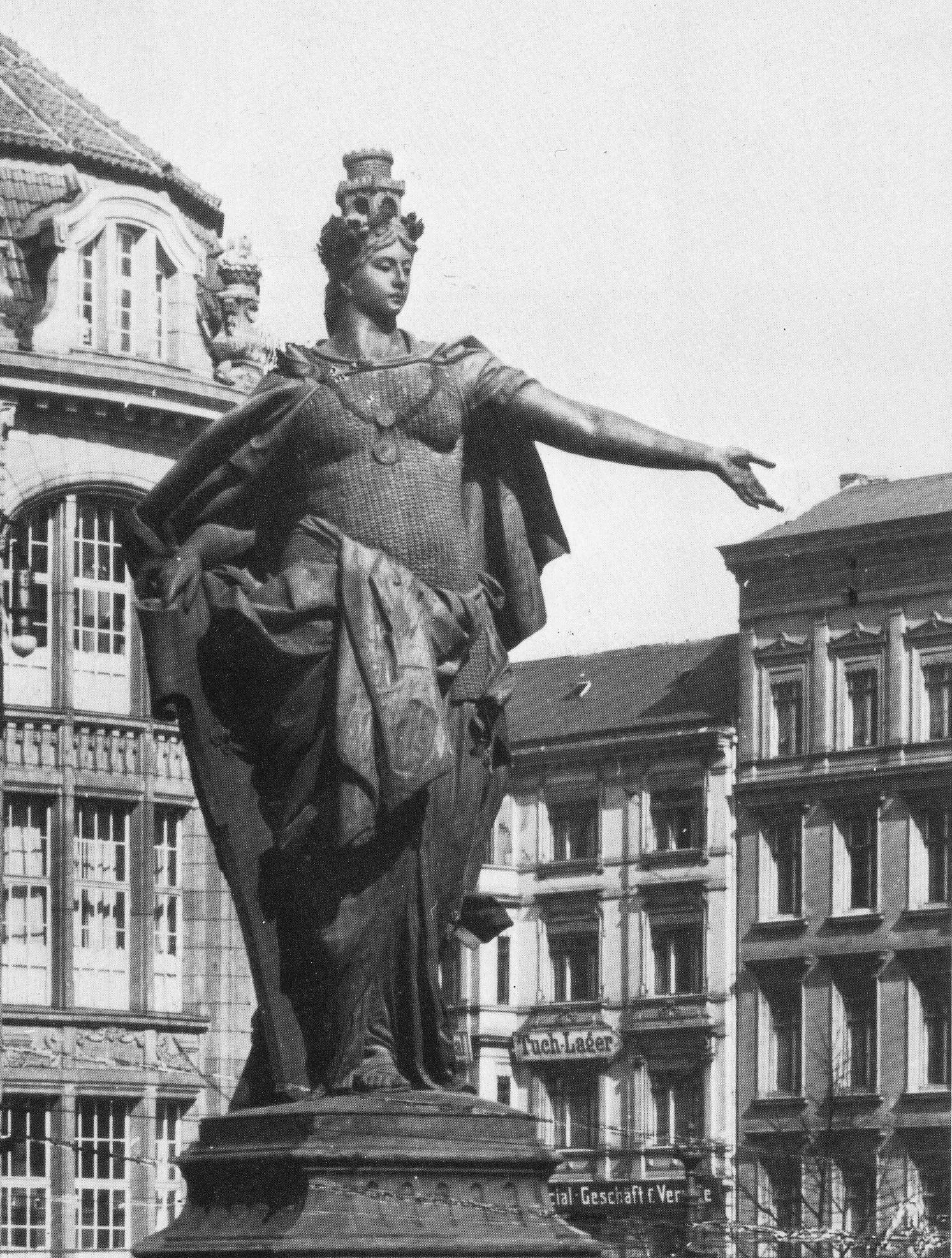
La statue Berolina vers 1900.

#### Histoire
L'histoire de la statue de la Berolina commence le 21 mai 1889 : elle n’est alors qu’une statue de plâtre. Elle fut installée à la gare de Potsdam pour accueillir le roi d'Italie Humbert Ier. Plus tard, la sculpture conçue par Emil Hundrieser fut refaite en cuivre par le maître plombier de la Cour et installée le 17 décembre 1895 devant le grand magasin Tietz. Elle pesait 5 tonnes.
Pendant la révolution de novembre 1918 la statue fut endommagée puis rapidement réparée à Treptow. Au début de 1927, elle dut céder la place aux travaux de construction du métro. Après les travaux, les magistrats de la ville ne voulurent pas réinstaller la statue car elle rappelait par trop l'époque impériale, mais, sous la pression des Berlinois, elle fut remise sur un nouveau socle devant l'Alexanderhaus. En 1944, elle fut définitivement enlevée et on la vit pour la dernière fois dans la gare de marchandises de Neukölln ; elle fut probablement fondue par la suite pour satisfaire des besoins militaires. Le socle fut enlevé en 1958. Il serait, selon les témoins de l'époque, enterré avec d'autres gravats près de la Müggelturm.

#### L'effigie de Berlin
La statue haute de 7,55 mètres représentait une femme portant une couronne en feuilles de chêne. Elle serait inspirée d'un tableau exposé au Rotes Rathaus, qui représente Anna Sasse, fille d'un chausseur berlinois. Le nom de Berolina est une forme latinisée de Berlin.

#### Projet de réinstallation
Une association envisage en 2000 de réinstaller la statue de la Berolina, en bronze plutôt qu'en cuivre. L'association (enregistrée) ayant pour objet la résurrection et l'entretien de la Berolina s'efforce de rassembler les 600 000 euros estimés nécessaires. Cependant, le Sénat de Berlin ne retient pas, en 2005, l'idée d'une réinstallation lors des projets de réaménagements de la place ; l'association envisage alors un autre emplacement.

### Centre commercial Alexa

#### Projet
Le centre commercial Alexa est situé au sud-est de l'Alexanderplatz sur une parcelle située au nord de la ligne de tramway et qui s'étend jusqu'au Jannowitzbrücke. Les Berlinois l'appellent déjà « la Banane » en raison de sa forme courbe. En outre, pour la première fois, l'une des grandes avenues qui entourent l'Alexanderplatz se trouve rétrécie : la largeur de l'Alexanderstrasse a été réduite à la moitié de ce qu'elle était auparavant, la partie cédée ayant été rattachée à la parcelle de l'Alexa.
La société portugaise Sonae Immobiliaria a investi 290 millions d'euros dans la construction de ces bâtiments.

#### Le plus grand centre commercial de Berlin?
L'Alexa, ouvert fin 2008, est désormais le plus grand centre commercial de Berlin central[Quand ?], regroupant plus de 180 magasins avec un secteur destiné à la restauration et un centre de fitness. Au-dessus d'un parking souterrain de plusieurs étages offrant quelque 1 600 places de parking, s'élève un bâtiment de cinq étages comportant 43 000 mètres carrés de surface destinés au commerce, 2 000 mètres carrés consacrés à la restauration et 9 000 mètres carrés consacrés au loisir et au divertissement. Le terrain appartient à la Berliner Degewo AG[pertinence contestée].
L'investisseur avait promis de réaliser un centre commercial novateur en Allemagne[réf. souhaitée]. Les premiers locataires annoncés sont pourtant des chaînes commerciales connues[réf. souhaitée]. Sonae[Qui ?] espère cependant attirer à Berlin des magasins inhabituels, encore absents de cette ville[Quand ?]. Environ la moitié de la surface est destinée aux magasins de mode (vêtements et accessoires), un quart à l'électronique et aux livres[réf. souhaitée].

## Représentations dans les arts

### Littérature
- Berlin Alexanderplatz d'Alfred Döblin (traduction française par Zoya Motchane, avec préface de Pierre Mac Orlan, aux éditions Gallimard, 1981  (ISBN 2-07-037239-1))

### Fictions vidéos
- Berlin Alexanderplatz (série télévisée, 1980)
- La Mort dans la peau (film, 2004)[11] : le héros Jason Bourne échappe à une opération de la CIA visant à le capturer.
- Hitman: Agent 47 (jeu vidéo, 2015)

#### En allemand
- Hans-Joachim Pysall, Der Alexanderplatz / Das Alexanderhaus, Berlin: jovis, 1998  (ISBN 3-931321-87-8)
- Annegret Burg, Alexanderplatz Berlin. Geschichte Planung Projekte (Senatsverwaltung für Stadtentwicklung Berlin), Berlin: Kulturbuch Verlag, 2001  (ISBN 3-00-007839-8)
- Annegret Burg, Berlin Mitte. Die Entstehung einer urbanen Architektur, Birkhäuser Verlag, 1995  (ISBN 0-8176-5063-6)
- Entwicklungsgemeinschaft Alexanderplatz, Alexanderplatz. Städtebaulicher Wettbewerb. Berlin: Ernst & Sohn, 1994  (ISBN 3-433-02477-4)
- Klaus J. Lemmer, Alexanderplatz. Ein Ort deutscher Geschichte, Stuttgart: Parkland Verlag GmbH, 1991  (ISBN 3-88059-602-6)
- Gisela Fiedler-Bender, Peter Behrens. Berlin Alexanderplatz, Bezirksverband Pfalz, 1993  (ISBN 3-89422-066-X)
- Max Missmann & Hans-Werner Klünner, Berliner Plätze, Berlin: Argon, 1992  (ISBN 3-87024-223-X)
- Bernot Jochheim, Der Berliner Alexanderplatz, Links Christoph Verlag, 2006  (ISBN 3-86153-391-X)

#### En anglais
- Norbert Koening, Der Alexanderplatz: Urban Architecture for a New Berlin  (ISBN 3-931321-48-7)
- Peter Jelavich, Berlin Alexanderplatz: Radio, Film, And The Death Of Weimar Culture, University of California Press, 2006  (ISBN 0-520-24363-3)

#### En français
- Régine Robin, Berlin chantiers : Un essai sur les passés fragiles, Stock, 2001  (ISBN 2-234-05335-8)
- Jean-Michel Palmier, Retour à Berlin, Payot, 1989  (ISBN 2-228-88212-7)
- [Flierl 2017] Bruno Flierl (trad. Jean Mortier), « Le centre-ville de Berlin-Est : entre porte de Brandebourg et Alexanderplatz. Histoire, pouvoirs, symboles, enjeux », Allemagne d'aujourd'hui,‎ 2017, p. 155-166.